# Fleuve Saint-Laurent
Pour les articles homonymes, voir Saint-Laurent.
Le fleuve Saint-Laurent est un fleuve situé au nord-est de l'Amérique reliant les Grands Lacs à l'océan Atlantique. Il est le seul émissaire du bassin des Grands Lacs. Sur la première partie de son parcours, il marque la frontière entre le Canada et les États-Unis, plus précisément entre la province canadienne de l'Ontario et l'État américain de New York, avant de traverser le Québec, pour se jeter dans le golfe du Saint-Laurent, dans l'Ouest de l'océan Atlantique. Le fleuve est long de 1 197 km, son estuaire est par sa longueur le deuxième sur Terre (après celui de l'Amazone), avec une largeur atteignant 135 km et une longueur de 755 km.

## Toponymie
Dans des canots, d'écorce de bouleau ou creusés dans un tronc d'arbre, les Premières Nations sillonnaient le fleuve Saint-Laurent d'ouest en est, des Grands Lacs, jusqu'à l'océan Atlantique et tous les fleuves et rivières des Amériques, du nord au sud, de l'Arctique à la Terre de feu, depuis des millénaires. Les Autochtones connaissaient les avantages, les irritants, les barrières et les dangers des cours d'eau, bien avant l'arrivée des européens et de Jacques Cartier (1491-1557) ,,,.

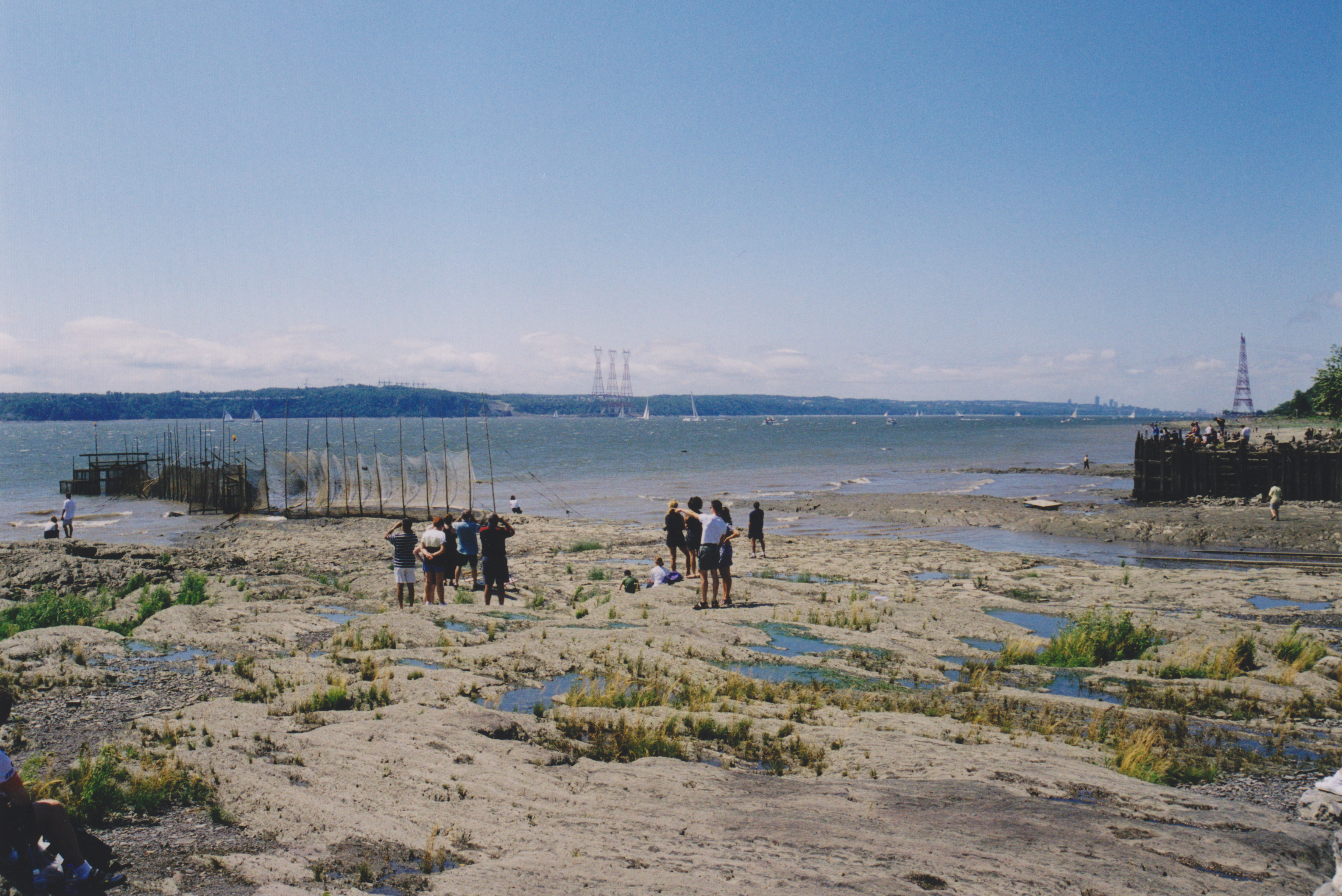
Fleuve Saint-Laurent, passage des coursiers de la Transat de Québec à Saint-Malo 2000.

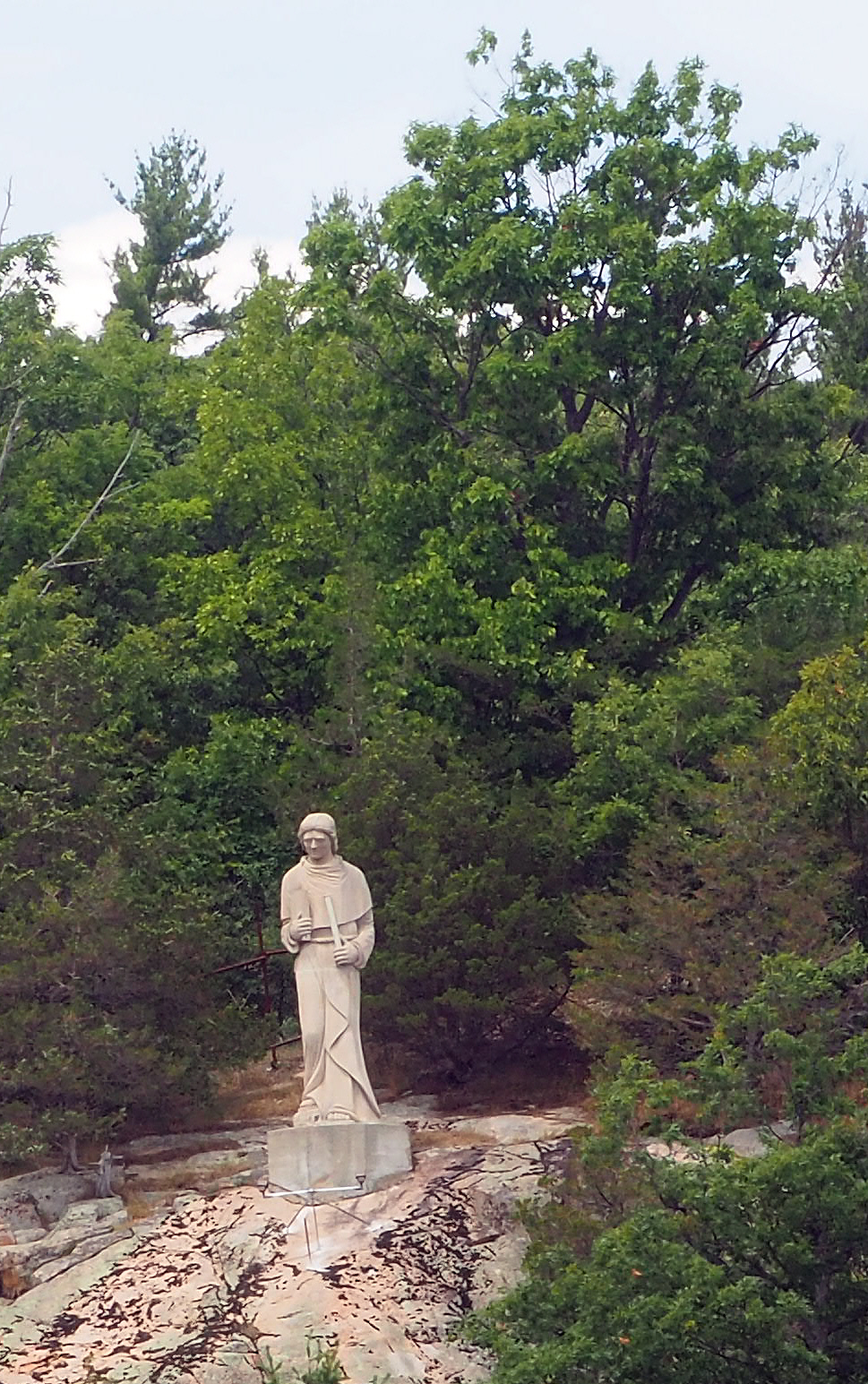
Statue de Saint-Laurent vue du fleuve Saint-Laurent, région des Mille-Isles (Ontario et New York).

L'explorateur français Jacques Cartier, ayant atteint la région le 10 août 1535, jour de la fête de Laurent de Rome, attribue d'abord le nom de Saint-Laurent à l'embouchure du fleuve qu'il croit alors être un simple golfe de la Côte-Nord : la « baye sainct Laurens ».
« ...nous trouvasmes une moult belle et grande baye, plaine d'ysles et bonnes entrees et passaige de tous les ventz qu'il scavoit faire : Et pour congnoissance d'icelle baye y a une grand ysle comme ung cap de terre, qui s'avance plus hors que les autres ; Et sur la terre environ deux lieues, y a une montaigne faicte comme ung tas de bled, nous nommasmes la dicte baye la baye sainct Laurens. »
— Jacques Cartier
Par la suite, il s'aperçoit de son erreur et remonte ce que les Autochtones désignent sous le nom de « la Rivière qui marche », et qu'il baptise « Grand fleuve de Hochelaga »,. Par la suite, le terme Saint-Laurent s'est aussi appliqué au fleuve, qui sera plus connu sous le nom de « Grande rivière de Canada » au XVIe siècle.
En 1603, Samuel de Champlain a d'abord désigné ce cours d'eau sous le nom de « riviere de Canadas », mais après 1604, le fondateur de Québec opta pour « grande riviere de sainct Laurens » et « fleuve sainct Laurens » dans ses écrits et sur ses cartes.
C'est donc au XVIIe siècle que le toponyme « Fleuve Saint-Laurent » a fini par supplanter ses concurrents. Aujourd'hui, cette entité transfrontalière est reconnue officiellement par le gouvernement du Canada sous la double appellation de fleuve Saint-Laurent et de « St. Lawrence River ».
Le fleuve Saint-Laurent a été nommé de différentes façons par les peuples autochtones. En innu-aimun il est désigné par Wepistukujaw Sipo, en abénaqui par Moliantegok, en mohawk par Roiatatokenti, Raoteniateara ou Kaniatarowanenneh et en tuscarora Kahnawáˀkye et Kaniatarowanenneh (« gros courant d'eau »). En algonquin on l'appelait Magtogoek (le chemin qui marche).
À partir du XVIe siècle, des segments du Saint-Laurent ont porté divers noms.
- L'explorateur Jean-François de La Rocque de Roberval nomma France Prime la partie située entre l'île d'Orléans et Cap-Rouge. Roberval nomma France-Roy sur France-Prime les bâtiments situés à l'embouchure de la rivière du Cap Rouge[8].
- Aux XVIe et XVIIIe siècles, la section du Saint-Laurent comprise entre l'île Perrot[13], en passant par le lac Saint-François jusqu'au lac Ontario, était connue sous les noms Rivière de Cataracoui et Rivière des Iroquois[8]. Le fort Frontenac était aussi connu sous le nom de fort Cataracoui[a].

Cartes anciennes représentant le fleuve Saint-Laurent
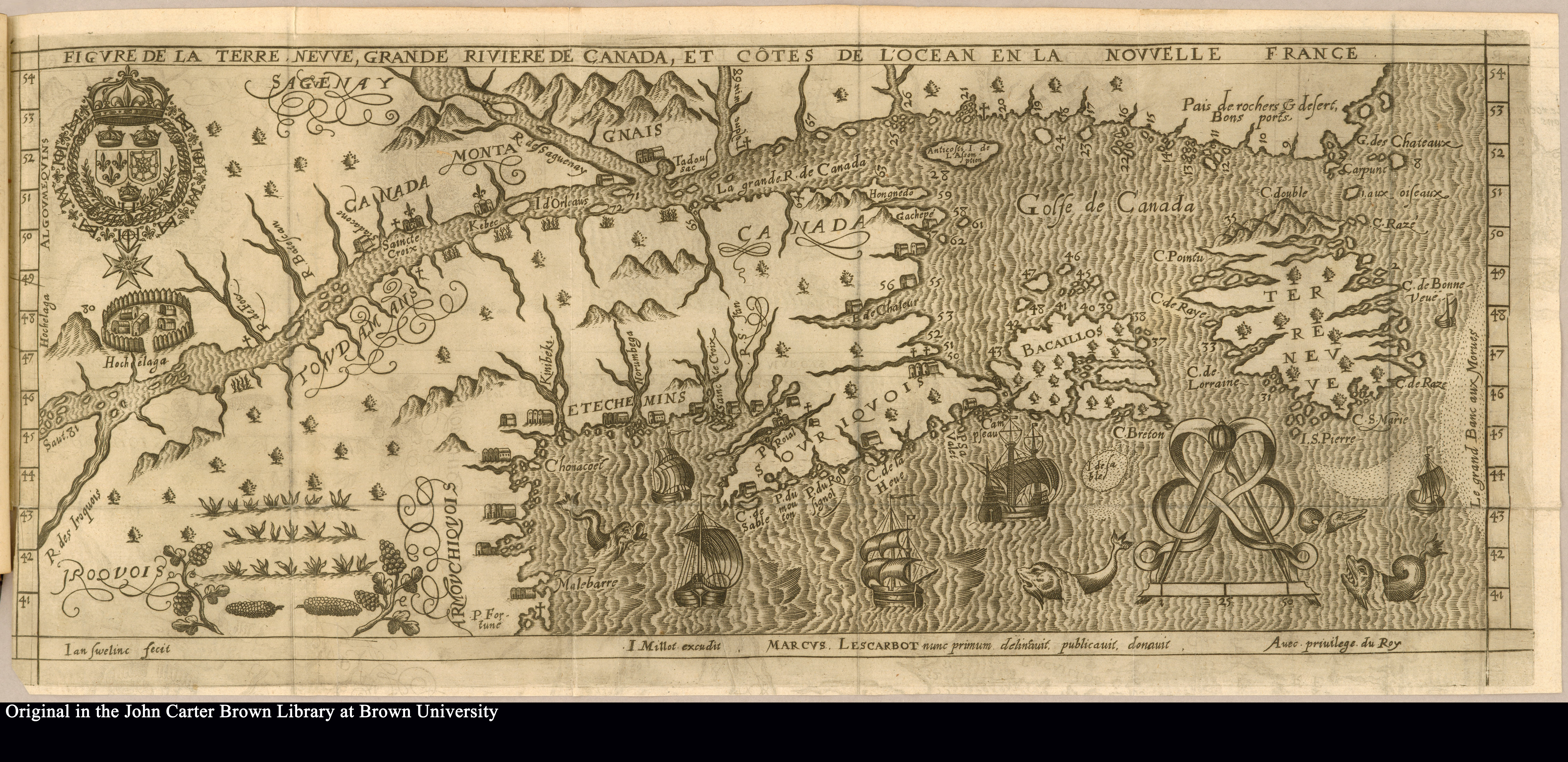
Carte de Marc Lescarbot, « Figvre de la terre nevve, grande riviere de Canada, et côtes de l'ocean en la Novvelle France, 1609 ». Il était de l'expédition de l'Acadie en 1603-1607, avec Pierre Dugua de Mons et Champlain.
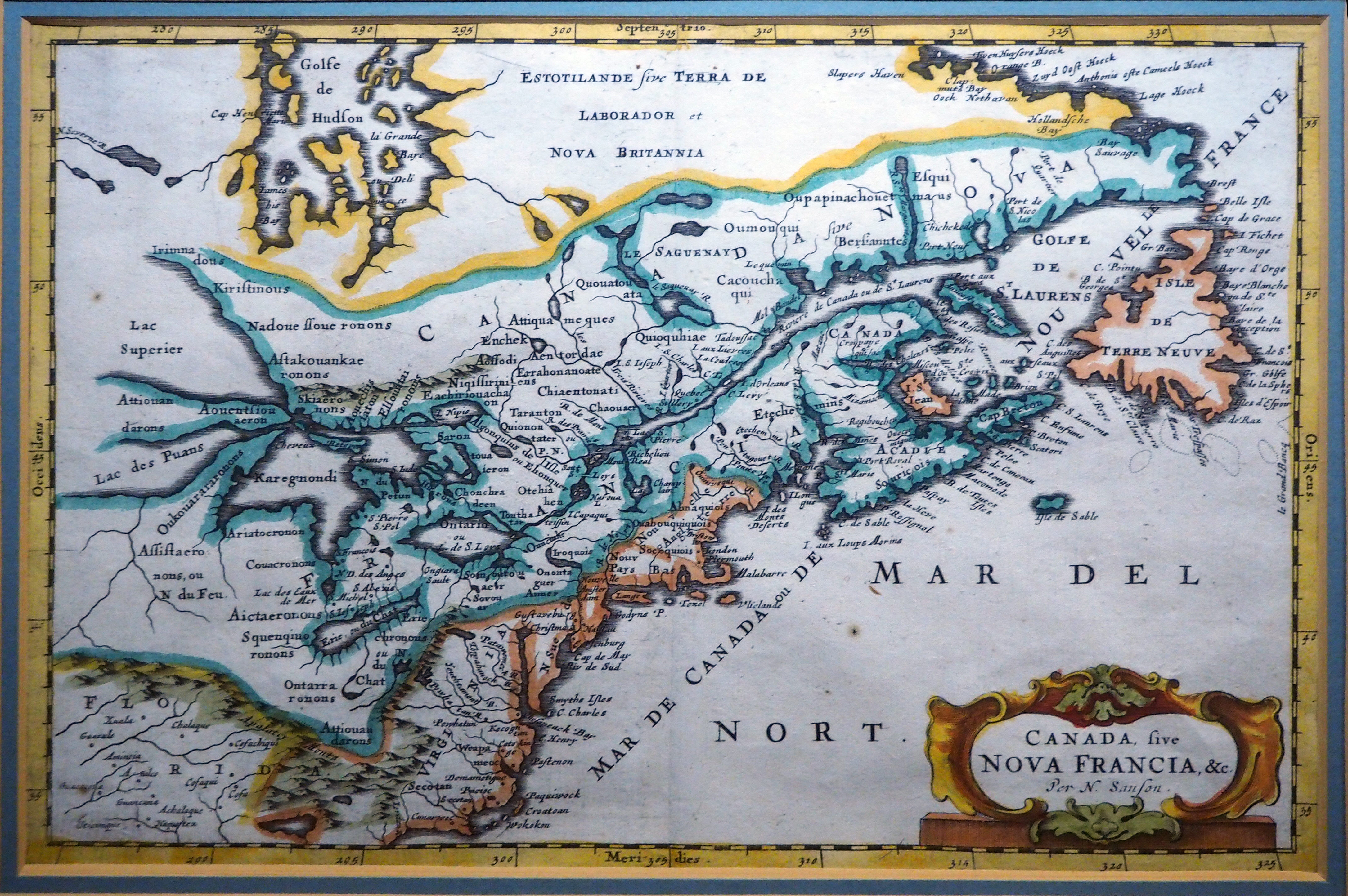
Carte de la Nouvelle-France par Nicolas Sanson, réalisée en 1650, identifiant la Rivière de Canada ou St. Laurens.
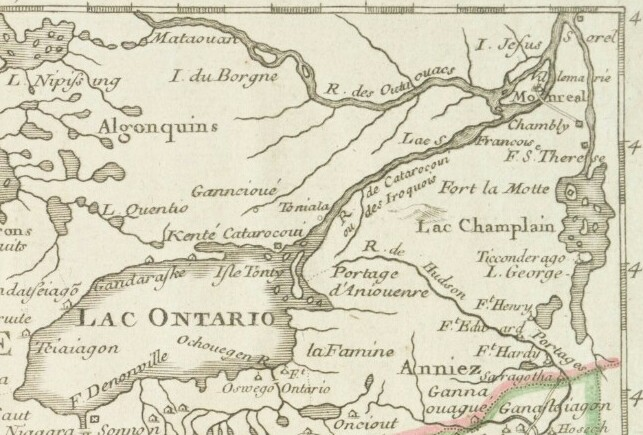
Sur cette carte de Guillaume Delisle rééditée en 1782, la portion de Montréal jusqu'au lac Ontario est identifiée comme Rivière de Cataracoui ou des Iroquois.
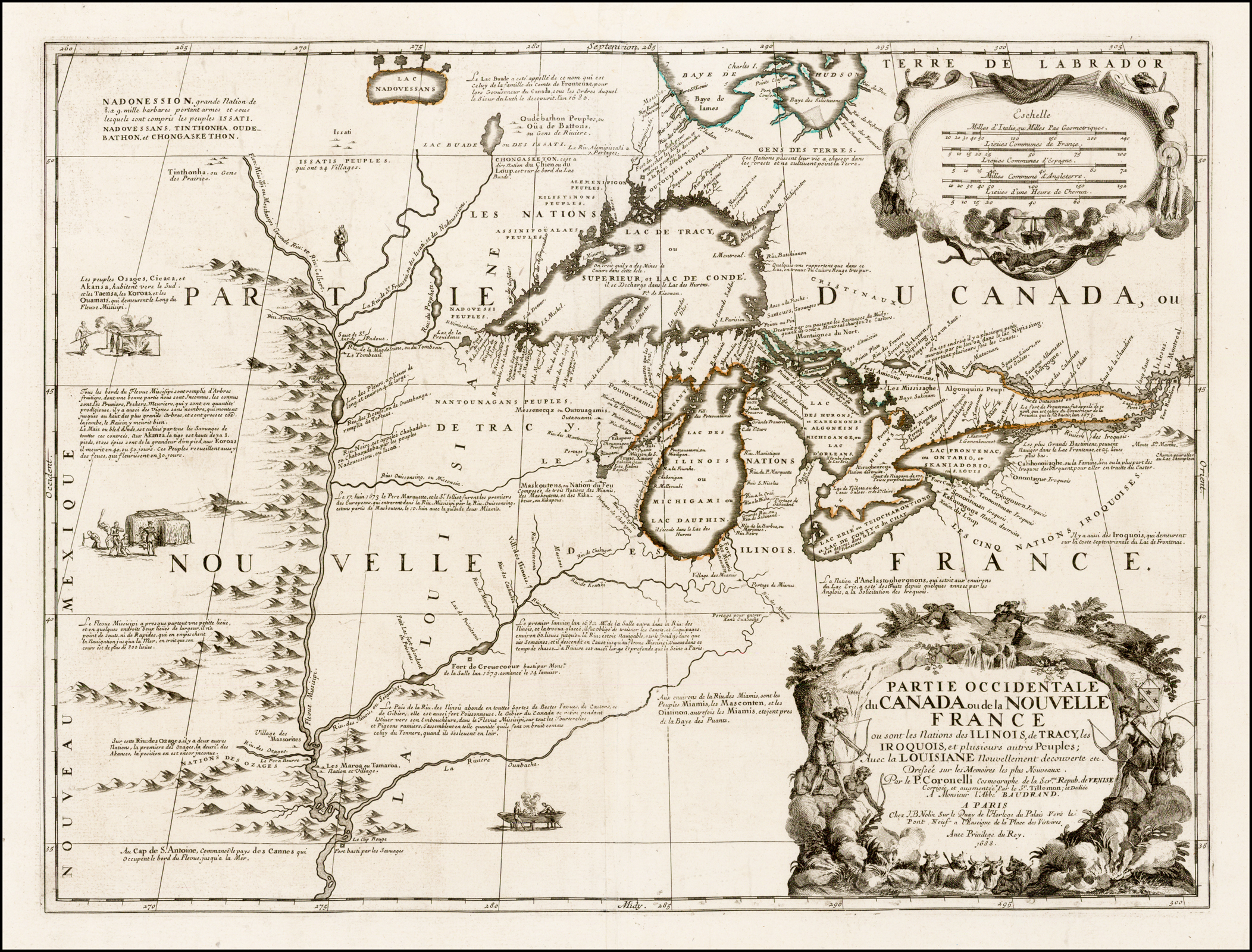
Sur cette carte de Vincenzo Coronelli, Partie occidentale du Canada... de 1688, la portion du fleuve s'étendant de Montréal jusqu'au lac Ontario porte le nom de Rivière des Iroquois.

## Géographie

Le fleuve Saint-Laurent s'étend d'amont en aval, du lac Ontario, à l'ouest, à l'intérieur du continent nord-américain, jusqu'au golfe du Saint-Laurent, à l'est, dans l'océan Atlantique nord.

Grand fleuve des latitudes moyennes de l'Amérique du Nord, le Saint-Laurent possède un bassin de drainage d'environ un million, à 1 600 000 km2,, soit près de 25 % des réserves mondiales d'eau douce, comprenant les Grands Lacs ainsi qu'une bonne portion du réseau hydrographique du continent, qu'il draine vers l'océan Atlantique par un parcours d'environ 3 058 km depuis l'extrémité supérieure de la rivière Saint-Louis (1 197 km si l'on compte uniquement la portion en aval des Grands Lacs), il est l'un des plus longs fleuves du monde.

### Parcours

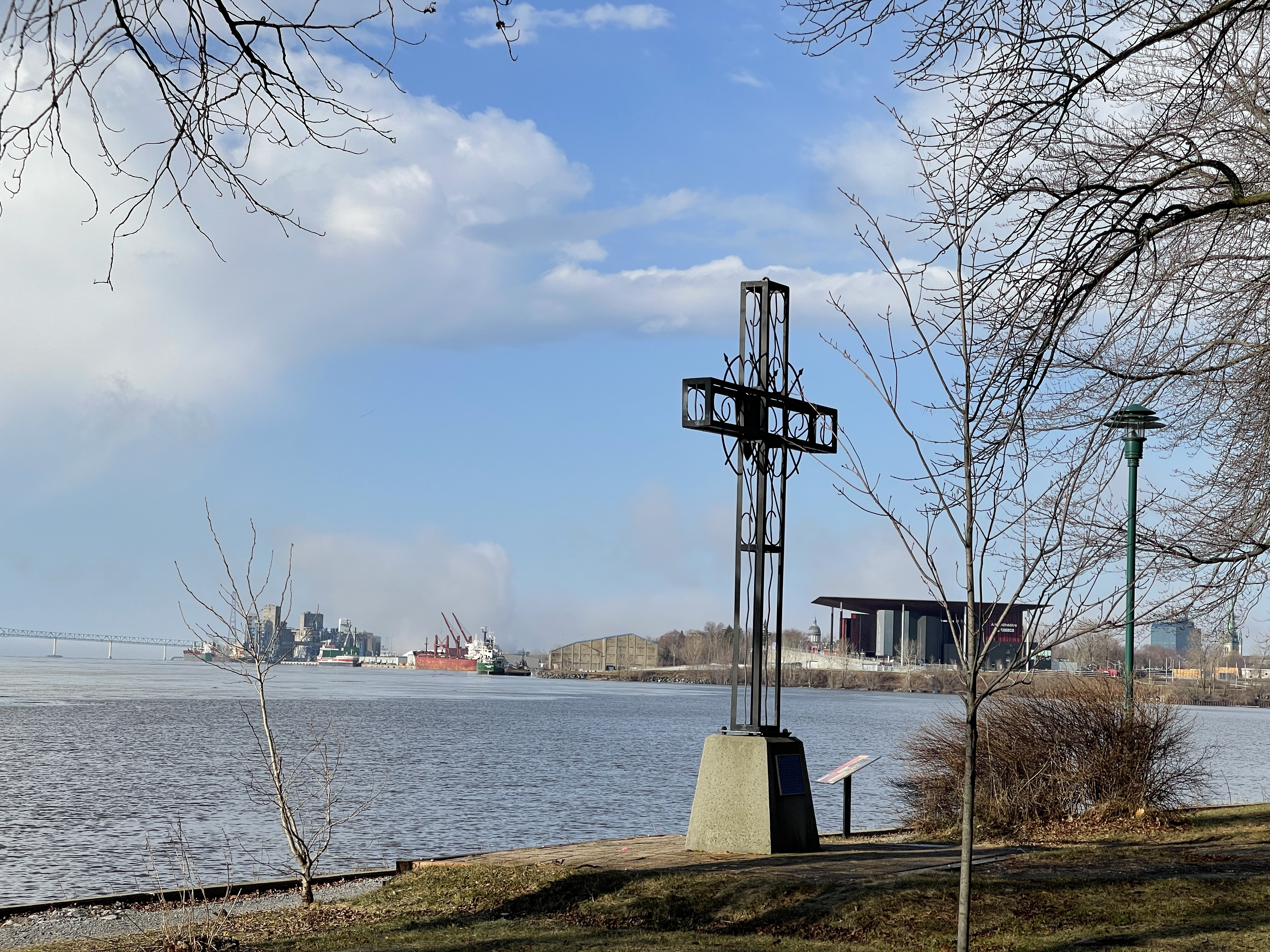
Croix commémorant celle posée par Jacques-Cartier le 7 octobre 1535, Trois-Rivières.

Le Saint-Laurent prend place à l'embouchure du lac Ontario à Kingston. De là, il passe à Brockville, longe Ogdensburg (seul port des États-Unis sur la voie maritime du Saint-Laurent) et Cornwall, définissant la frontière entre le Canada et les États-Unis, plus précisément entre la province de l'Ontario et l'État de New York. Sur quelques kilomètres, il constitue ensuite la frontière entre l'Ontario et le Québec. Il traverse ensuite la province de Québec, passant à Montréal (où il reçoit la rivière des Outaouais, son affluent principal), à Trois-Rivières où il reçoit la rivière Saint-Maurice, à Québec et à Tadoussac, ville située à l'embouchure du Saguenay. Le Saint-Laurent à cet endroit est déjà devenu le second estuaire du monde et il terminera sa course dans le golfe du Saint-Laurent, une mer bordière de l'océan Atlantique, après  avoir parcouru une distance de 755 km et en développant une embouchure large de 135 km.
Le fleuve a trois lacs fluviaux, le lac Saint-François à Salaberry-de-Valleyfield, le lac Saint-Louis au sud de Montréal, et le lac Saint-Pierre entre Sorel-Tracy (où débutent les marées) et Trois-Rivières (Pointe-du-Lac). Il baigne les Mille-Îles, l'île de Montréal, l'île d'Orléans en face de Québec et l'île d'Anticosti au nord-est de la Gaspésie, en plus d'un grand nombre d'îles secondaires.
Le Saint-Laurent forme un delta d'une centaine d'îles avant de se prolonger dans le lac Saint-Pierre. Situé entre Sainte-Geneviève-de-Berthier et Pierreville, ce delta compte de nombreux chenaux.
L'île d'Anticosti sépare l'estuaire du Saint-Laurent en deux détroits, le détroit de Jacques-Cartier au nord de l'île face à la péninsule du Labrador et le détroit d'Honguedo au sud de l'île face à la péninsule de Gaspé.
L'estuaire du Saint-Laurent se divise en trois parties : l'estuaire fluvial, l'estuaire moyen et l'estuaire maritime. L'estuaire fluvial correspond à la zone entre le lac Saint-Pierre et la pointe est de l'Île d'Orléans. L'estuaire moyen s'étend de cette dernière jusqu'à Tadoussac. Finalement, l'estuaire maritime se rend jusqu'à Pointe-des-Monts. L'effet des marées cesse de se faire sentir aux environs de Trois-Rivières et la salinité de l'eau commence à l'est (en aval) de l'Île d'Orléans. L'eau de l'estuaire moyen est saumâtre, tandis qu'elle est salée dans l'estuaire maritime et le golfe.

### Hydrologie

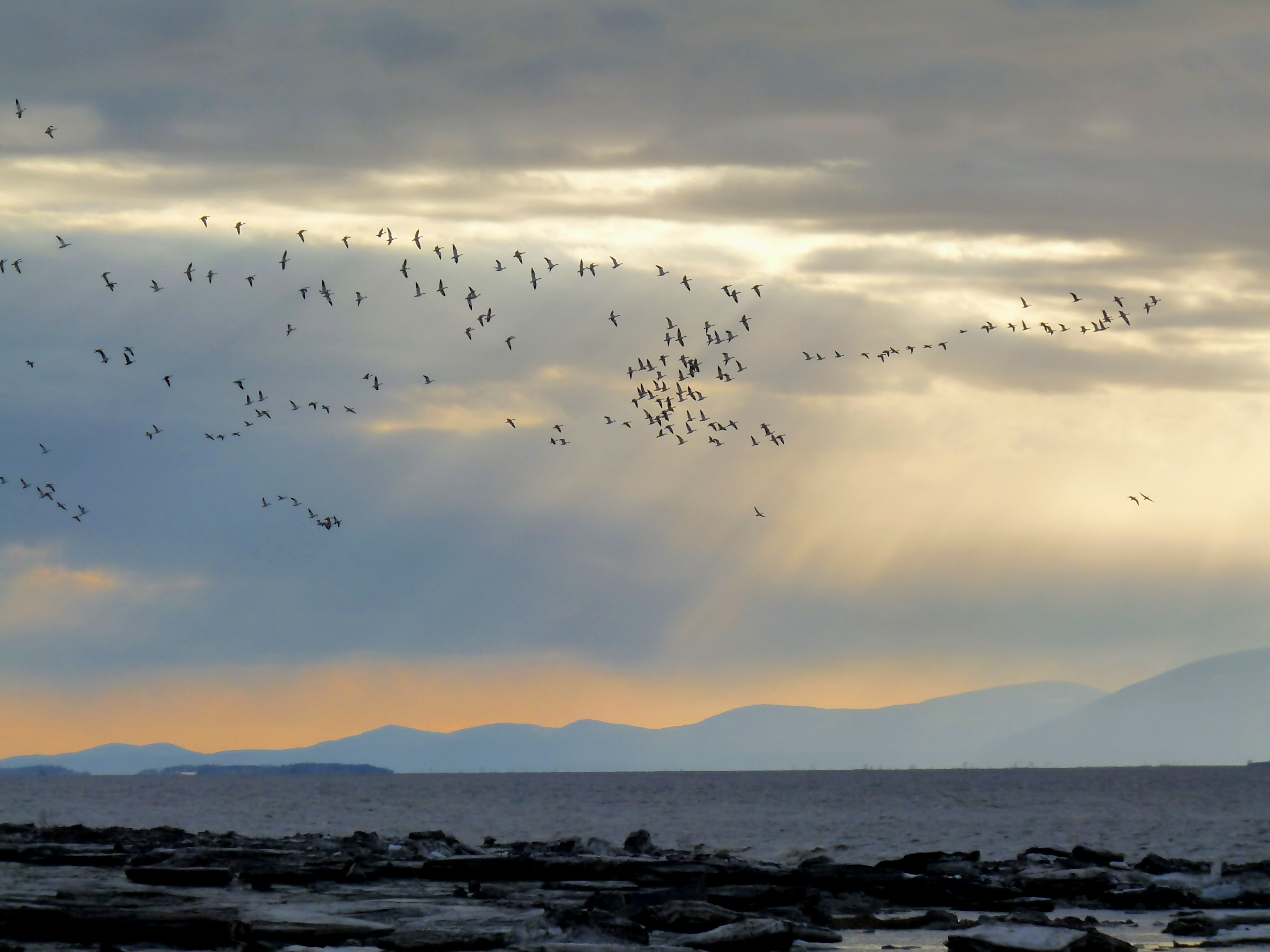
Volée d'oies blanches au-dessus du fleuve Saint-Laurent à la hauteur de L'Islet.

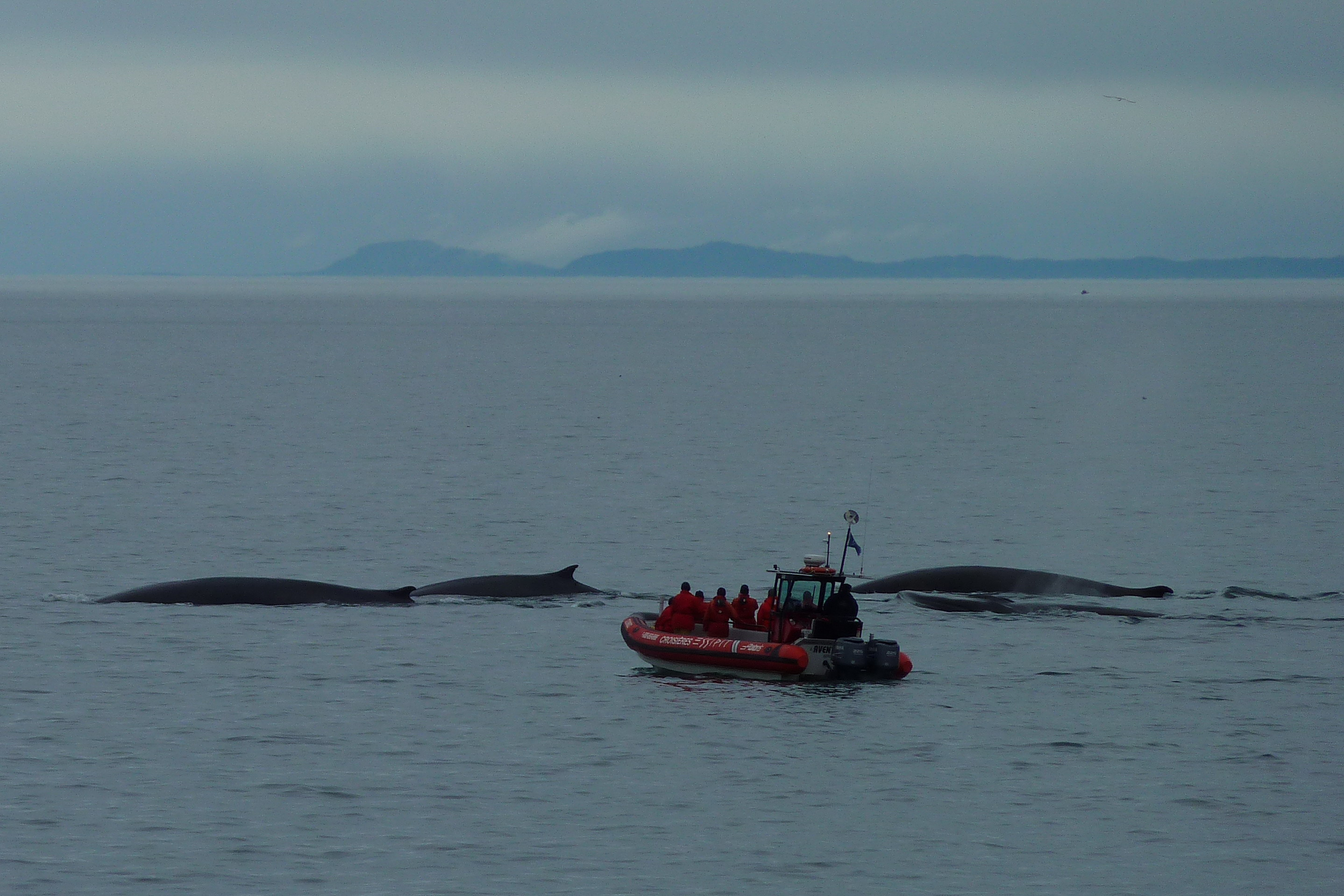
Observation des baleines dans le fleuve Saint-Laurent.

Le fleuve Saint-Laurent a un débit moyen de 7 543 m3/s à la hauteur de Cornwall, en Ontario. À la hauteur de Québec, après avoir reçu l'apport de plusieurs grands affluents, le Saint-Laurent a un débit moyen de 12 309 m3/s.
Entre ces deux villes, les principaux affluents du fleuve sont :
- la rivière des Outaouais (2 100 m3/s) ;
- la rivière Saint-Maurice (663 m3/s) ;
- la rivière Richelieu (355 m3/s) ;
- la rivière Saint-François (190 m3/s) ;
- la rivière Chaudière (109 m3/s) ;
- la rivière Yamaska (87 m3/s) ;
- la rivière Saint-Charles ;
- la rivière Jacques-Cartier.

À l'est de Québec, plusieurs rivières majeures, notamment sur la Côte-Nord, se jettent dans l'estuaire du Saint-Laurent. Parmi celles-ci, on peut noter :
- le Fjord du Saguenay (1 460 m3/s) ;
- la rivière Manicouagan (877 m3/s) ;
- la rivière aux Outardes (391 m3/s) ;
- la rivière Betsiamites (323 m3/s).

Le débit du fleuve Saint-Laurent en amont de la rivière des Outaouais présente un profil très régulier. Cette régularité naturelle a été renforcée par l'aménagement de plusieurs ouvrages de rétention tout au long de son cours et dans la région des Grands Lacs. Le débit minimum mesuré pendant la période 1860-1972 à la station hydrologique de Ogdenburg, N.Y., est de 4 360 m3/s alors que le débit maximal est de 8 891 m3/s. La rivière des Outaouais ayant un régime beaucoup plus irrégulier, avec de fortes crues printanières, son influence se fait sentir sur le régime du fleuve Saint-Laurent en aval de leur confluence.

## Histoire

### Géologie

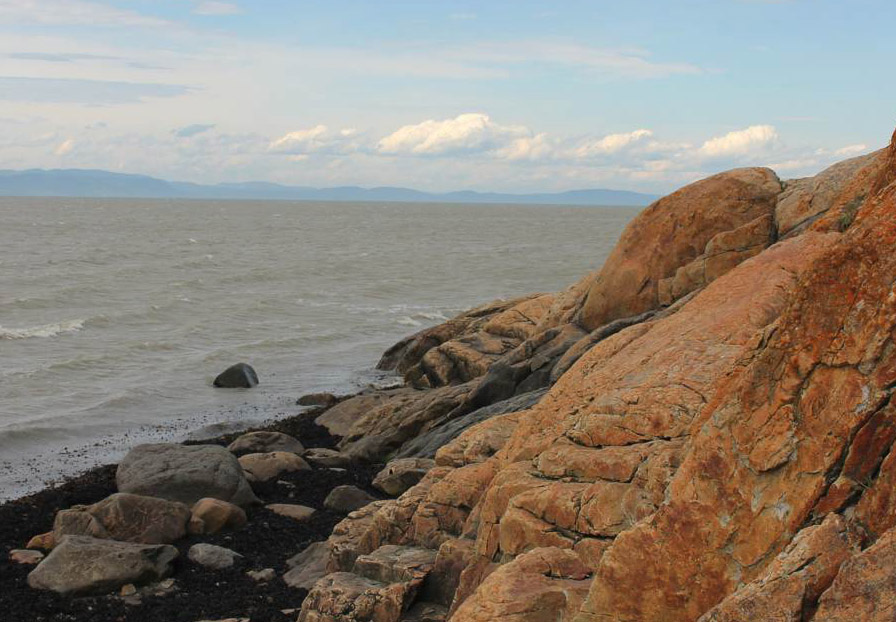
Rive du Saint-Laurent à Saint-Germain-de-Kamouraska.

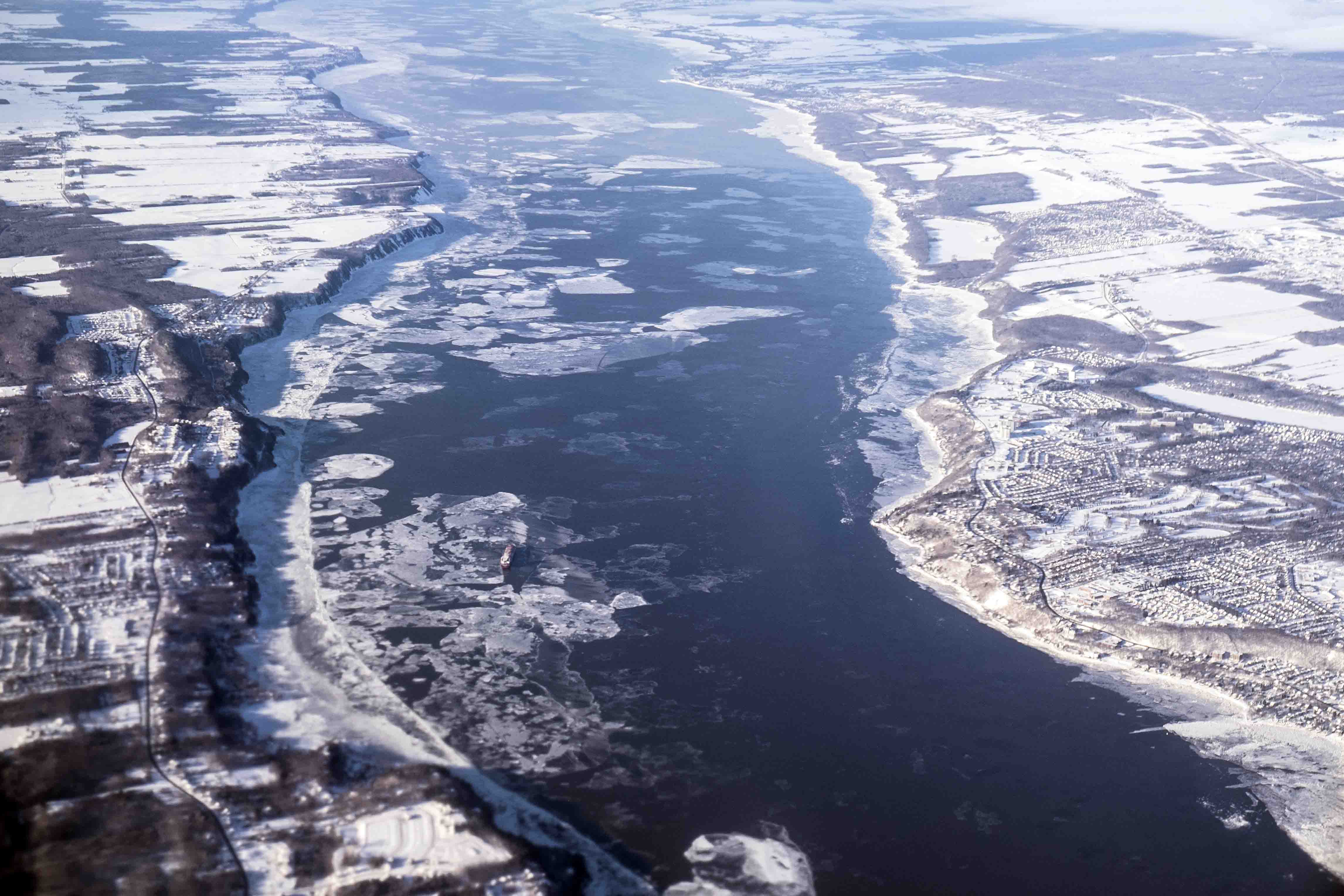
Vue aérienne des rives agricoles du fleuve en hiver.

Il y a près d'un milliard d'années, le site actuel de la vallée du Saint-Laurent est occupé par un plateau d'une élévation semblable à celui du Tibet actuel. Il y a environ 1 100 millions d'années, le supercontinent Rodinia se fragmente en quatre sous-continents, Laurentia, Baltica, Sibéria et Gondwana qui donnent naissance à l'océan Iapetus. Au même moment se forment de nombreuses cassures et fossés le long de l'axe devant former le futur fleuve Saint-Laurent.
Lors de la dernière glaciation dite de Wisconsin, une immense calotte glaciaire, l'Inlandsis laurentidien, recouvre une bonne partie du continent nord-américain. En se retirant à la suite du réchauffement climatique intervenu il y a environ 12 000 ans, les glaces laissent place derrière elle dans l'actuelle vallée du fleuve Saint-Laurent à une mer intérieure, la mer de Champlain. À la suite de l'élévation des terres par un phénomène d'isostasie la mer se retire à son tour pour laisser place à l'actuel fleuve Saint-Laurent. La fonte complète de l'Inlandsis laurentidien, vers 6 500 ans av. J.-C., donne naissance au réseau hydrographique du fleuve Saint-Laurent[réf. nécessaire].

### Peuplement

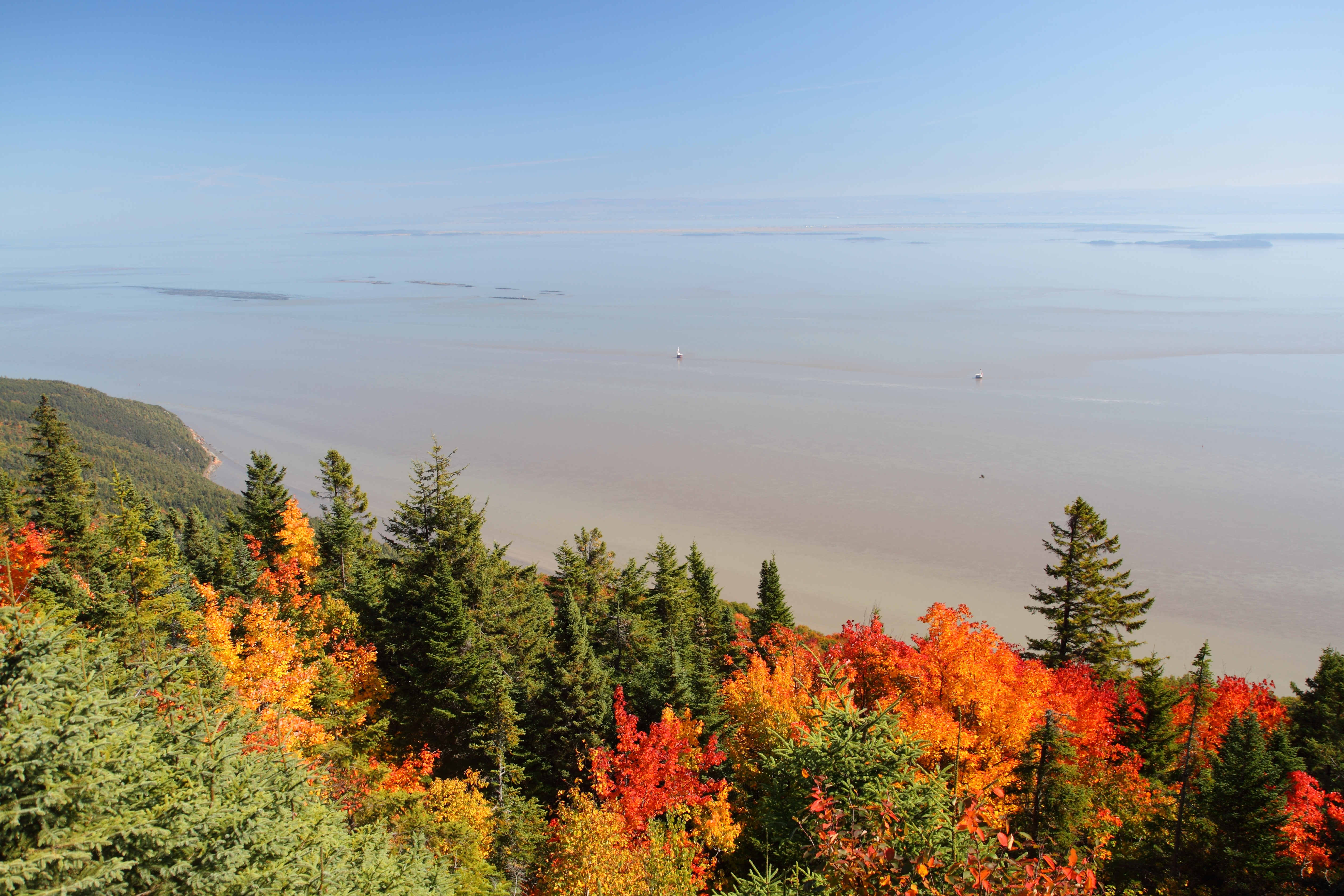
Vue du fleuve depuis le cap Tourmente.

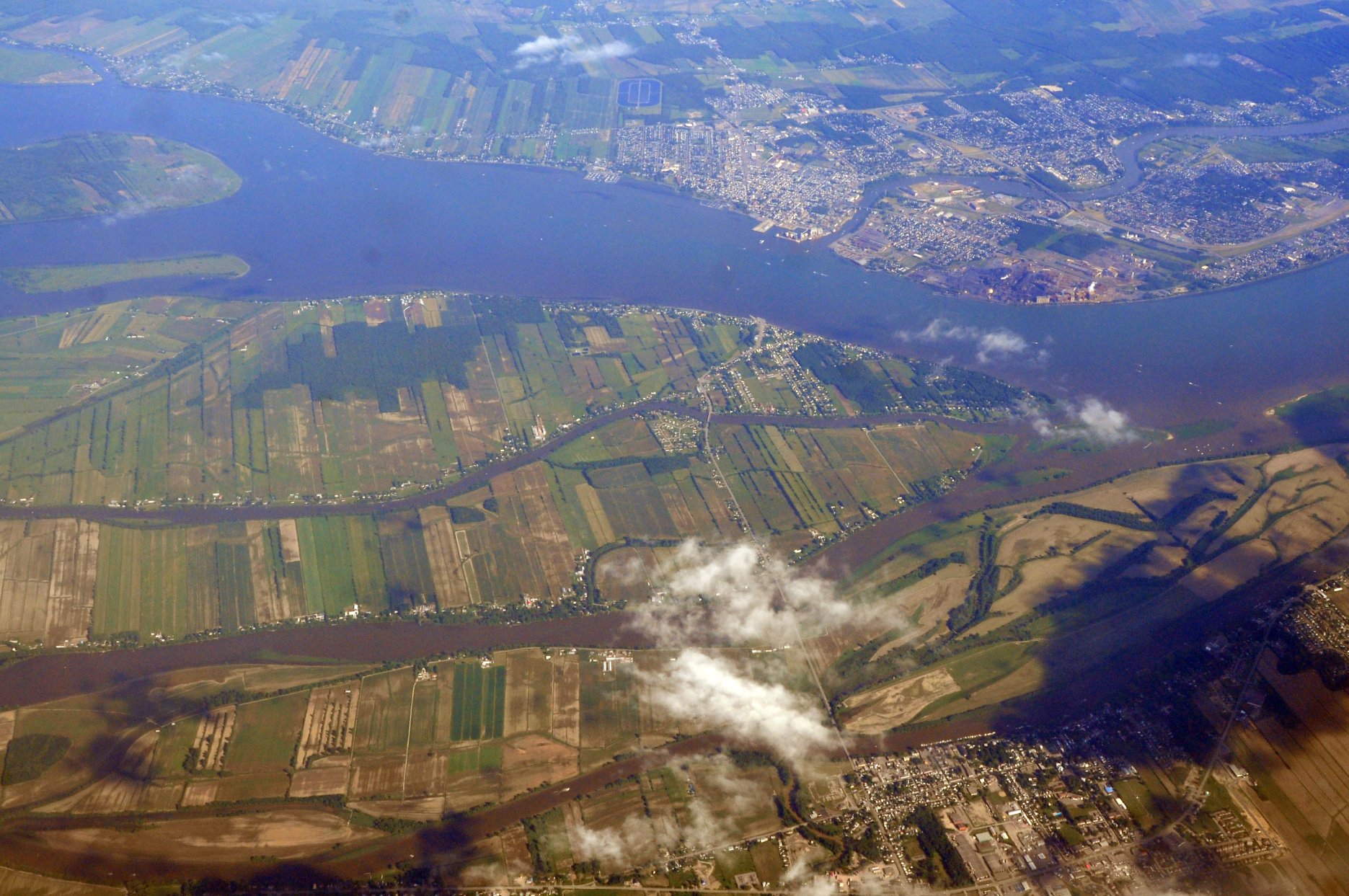
Les fertiles basses-terres du Saint-Laurent sont défrichées à partir du XVIIe siècle.

Des fouilles archéologiques révèlent une présence amérindienne en bordure du fleuve Saint-Laurent remontant à près de 9 000 ans av. J.-C. Bien avant d'être renommé ainsi par les Européens, le fleuve était connu sous le nom de Magtogoek, signifiant « le chemin qui marche » dans la langue des Algonquiens qui habitaient la région.
Au fil des siècles, de nombreuses nations autochtones y ont vécu et y vivent encore aujourd'hui, tant le long du fleuve que sur les rives de ses principaux affluents, notamment l'Outaouais, le Richelieu, le Saint-Maurice et le Saguenay. Parmi ces peuples, bien que la liste ne soit pas exhaustive, on retrouve les Iroquois (dont les Mohawks), les Hurons-Wendats, et les Algonquiens (notamment les Malécites et les Innus-Montagnais, ainsi que les Attikameks et les Cris).
Par ailleurs, bien qu'aucune preuve formelle n'ait encore été établie, il est probable que les Vikings aient été les premiers visiteurs européens de la région, à l'époque de leur établissement au Groenland après l'an mil. De même, la présence de pêcheurs basques sur les côtes de Terre-Neuve et la rive nord du Saint-Laurent, jusqu'à l'embouchure du Saguenay, est considérée comme plausible, bien qu'aucun établissement permanent n'ait été identifié à ce jour.
C'est en 1534 que le Malouin Jacques Cartier prend officiellement possession des ce territoire au nom du roi de France François Ier. Il est généralement considéré comme découvreur de la vallée du Saint-Laurent. Déjà au XVIIe siècle, les Français avaient l'habitude de nommer ce fleuve Saint-Laurent en amont de la ville de Montréal et de la rivière des Outaouais. Le Saint-Laurent a servi d'itinéraire principal pour l'exploration de l'intérieur du nord de l'Amérique.
Depuis l'arrivée des premiers colons européens en Amérique du Nord, le Saint-Laurent est l'une des grandes routes fluviales du continent. De la ville de Québec à Montréal, cette croisière suit un itinéraire historique dans un paysage naturel majestueux.
Durant la Guerre de la Conquête le Saint-Laurent subit un blocus naval, opération militaire débutée en 1755 par la Royal Navy, dans le golfe du Saint-Laurent entre la Forteresse de Louisbourg et Terre-Neuve.
Le Saint-Laurent n'était jadis navigable que jusqu'à Montréal à cause des rapides de Lachine. Le canal de Lachine fut le premier à permettre aux navires de passer les rapides ; aujourd'hui, la voie maritime du Saint-Laurent permet de franchir le Saint-Laurent entre Montréal et Kingston et d'atteindre le lac Supérieur.

### Pollution

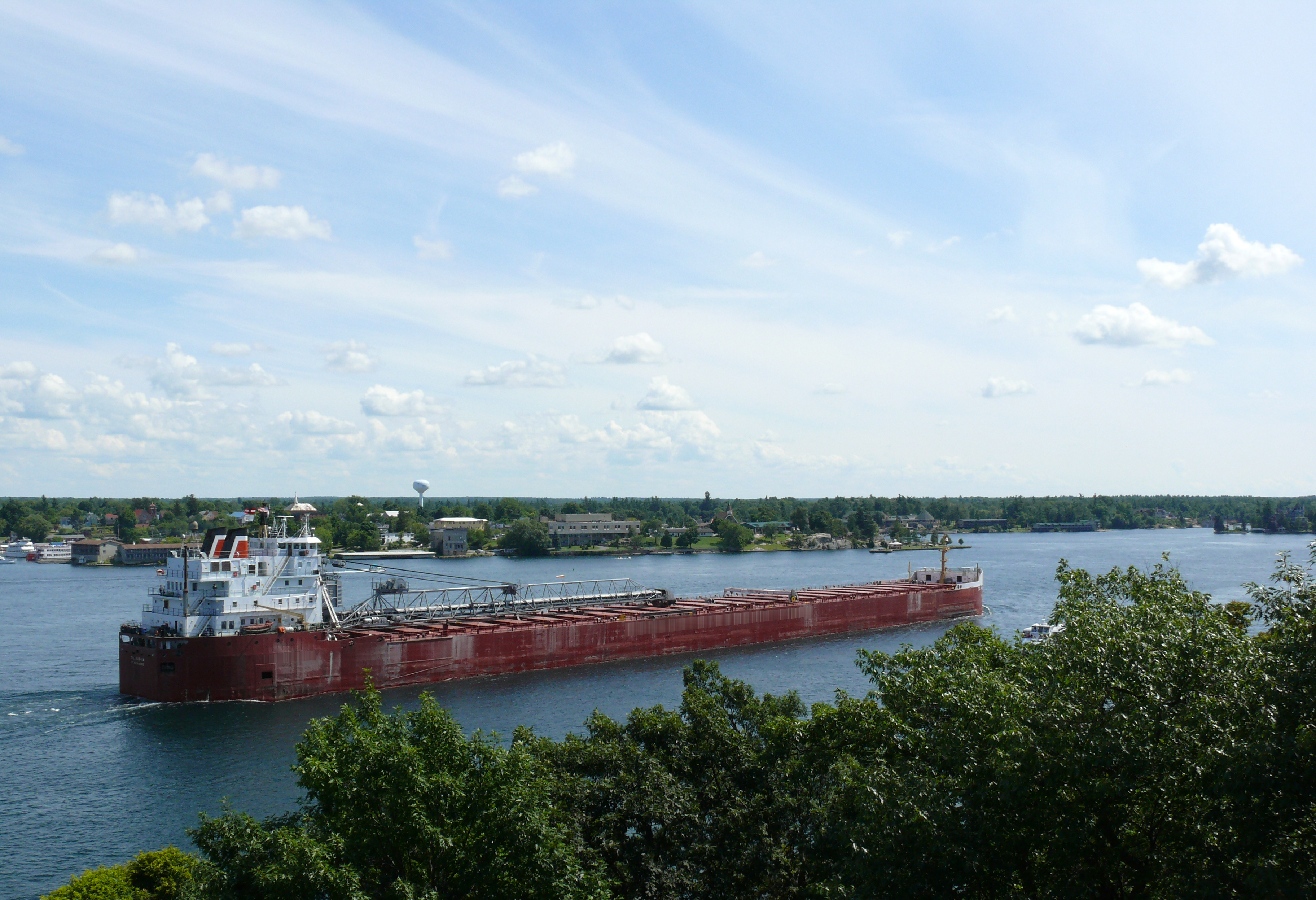
Un navire de charge voguant sur le fleuve Saint-Laurent.

Le fleuve Saint-Laurent coule dans une région à haute densité de population, particulièrement en amont de la ville de Québec. L'agriculture, l'urbanisation et l'industrialisation imposent une pression constante au fleuve. Au cours des 20 dernières années,[pas clair] des efforts considérables ont permis de réduire de manière importante la pollution du cours d'eau si bien que la baignade est maintenant possible la plupart du temps en amont de l'est de Montréal, et en aval du Lac Saint-Pierre. La santé du fleuve reste fragile et d'importants efforts restent à accomplir notamment pour les métaux lourds rejetés dans le fleuve qui continuent à fragiliser la santé de la population de bélugas à l'embouchure de la rivière Saguenay.
Le 15 juin 2017, le fleuve Saint-Laurent est désigné comme lieu historique par le ministère de la Culture et des Communications,.

## Navigation
Le fleuve Saint-Laurent constitue une des principales voies de pénétration naturelles vers l'intérieur du continent nord-américain. Pour cette raison, la navigation fluviale sur son cours a rapidement été un enjeu important. À l'état naturel, le fleuve ne permettait la navigation des navires de haute mer que jusqu'à Québec. Même les plus petites embarcations ne pouvaient remonter plus en amont que Montréal, vers les Grands Lacs, en raison de sérieux obstacles comme les rapides de Lachine. Dès 1700, des travaux ont été entrepris afin d'améliorer le transport sur le Saint-Laurent par la création d'un canal contournant les rapides de Lachine, mais ne furent jamais menés à terme.
Il fallut attendre la construction du canal de Lachine en 1825 puis le dragage du fleuve entre Québec et Montréal à partir de 1851 pour que la navigation commerciale puisse enfin se développer. Ces travaux ont notamment permis à Montréal de s'imposer comme métropole industrielle du Canada, grâce à son port.
Le canal de Lachine, d'une longueur de 13,6 km, avait une profondeur originelle de 1,5 m, et comptait six écluses. Il fut élargi et approfondi à plusieurs reprises jusqu'à ce qu'il soit remplacé, en 1959, par la voie maritime du Saint-Laurent. La voie maritime permet de relier Montréal aux Grands Lacs, par un chenal en eau profonde de 8,2 m de hauteur minimale.
Dans sa portion entre Québec et Montréal, le chenal de navigation situé au centre du fleuve Saint-Laurent a été approfondi et élargi à plusieurs reprises :
| Année | profondeur minimale du chenal | largeur minimale du chenal |
| ----- | ----------------------------- | -------------------------- |
| 1851  | 4,2 m                         | 45 m                       |
| 1854  | 4,9 m                         | 45 m                       |
| 1865  | 6,1 m                         | 90 m                       |
| 1882  | 7,6 m                         | 90 m                       |
| 1888  | 8,4 m                         | 90 m                       |
| 1907  | 9,1 m                         | 140 m                      |
| 1952  | 10,7 m                        | 150 m                      |
| 1970  | 10,7 m                        | 245 m                      |
| 1992  | 11 m                          | 230 m                      |
| 1999  | 11,3 m                        | 230 m                      |

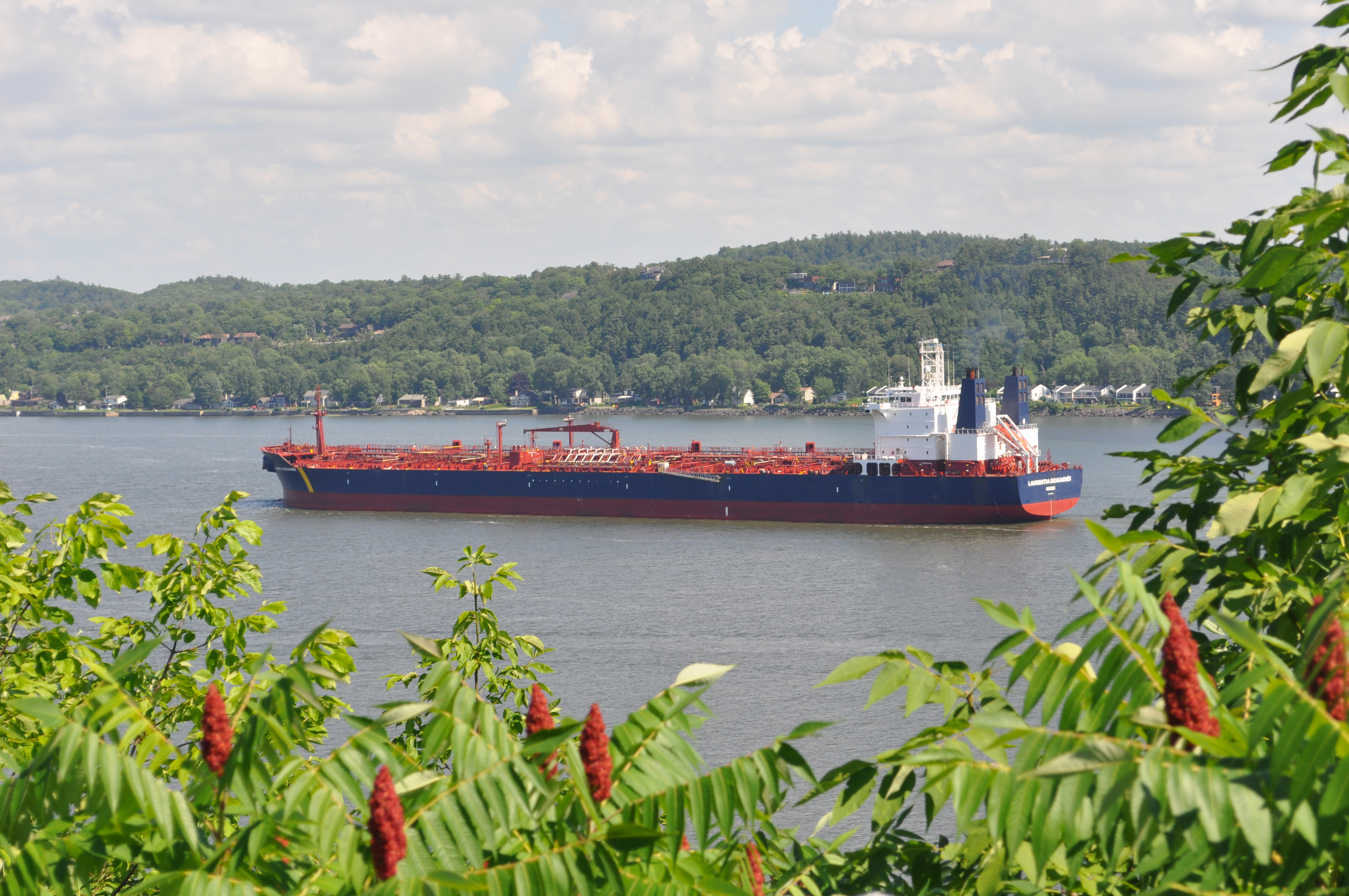
Le Laurentia Desgagnés, près de Québec.

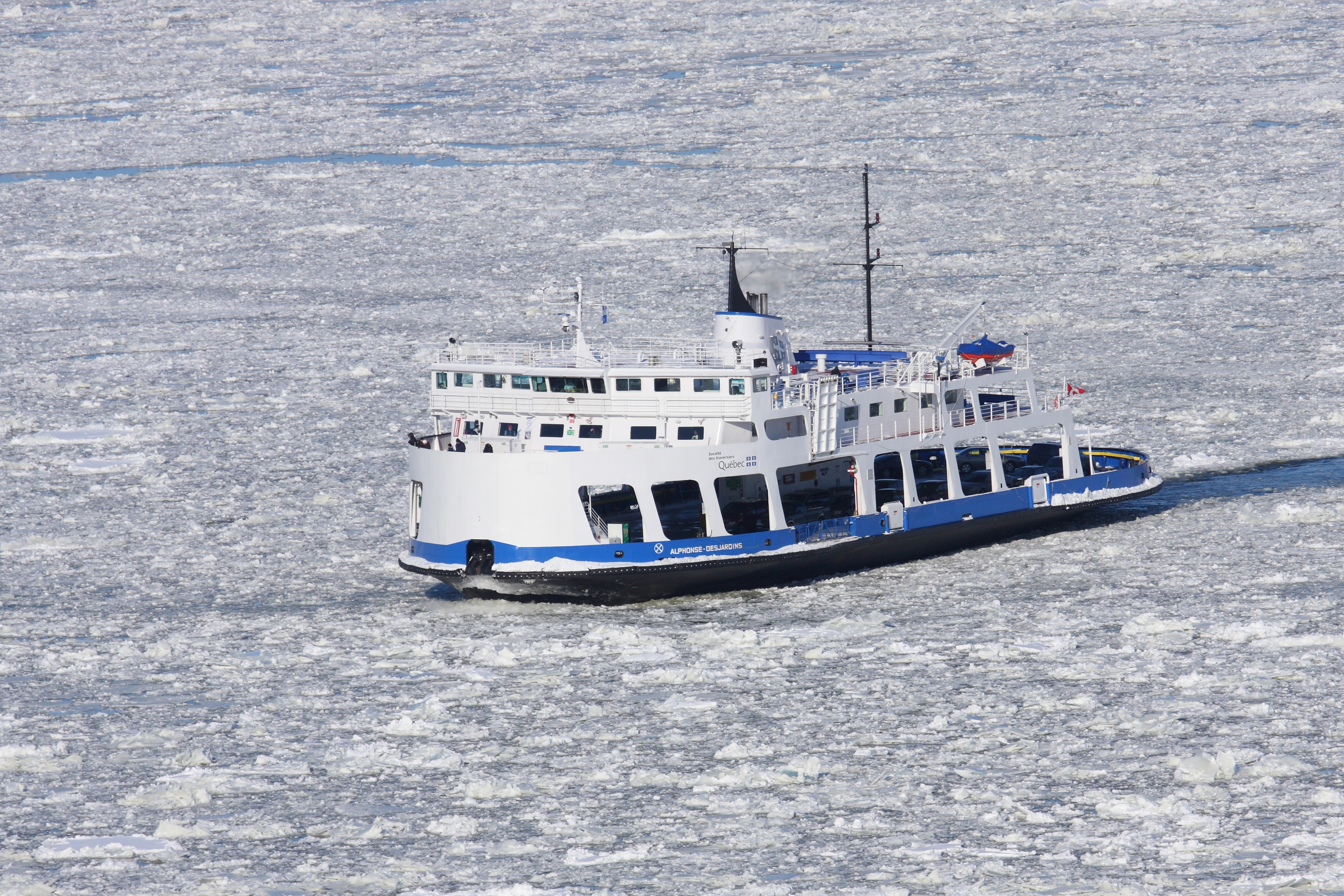
Le traversier Alphonse-Desjardins.

En 2005, le trafic sur le réseau navigable des Grands Lacs et du Saint-Laurent a atteint environ 255 millions de tonnes (Mt) répartis comme suit :
- 105 Mt transbordés dans les ports du Québec
- 11,2 Mt en transit sur le Saint-Laurent (mouvements directs entre les ports des Grands-Lacs et le reste du monde sans transbordement dans les ports du Québec)
- 9,5 Mt échangés sur les Grands Lacs entre ports ontariens
- 43,3 Mt échangés sur les Grands Lacs entre l'Ontario et les États-Unis
- 87,3 Mt échangés sur les Grands Lacs entre ports américains

Le fleuve est navigable à l'année jusqu'à Montréal malgré le gel de la fin décembre à la fin mars. La garde côtière canadienne opère un service de brise-glace pour ouvrir un canal navigable entre Montréal, le golfe du Saint-Laurent et l'océan Atlantique mais les conditions de navigation restent extrêmement difficiles durant l'hiver.

### Trafic maritime
| Vraquiers          | 2795 | 40,24% |
| Pétroliers         | 1764 | 25,40% |
| Porte-conteneurs   | 806  | 11,60% |
| Cargaison générale | 853  | 12,28% |
| Croisières         | 346  | 4,98%  |
| Rouliers           | 183  | 2,63%  |
| Autres             | 199  | 2,86%  |
| TOTAL              | 6946 | 100%   |

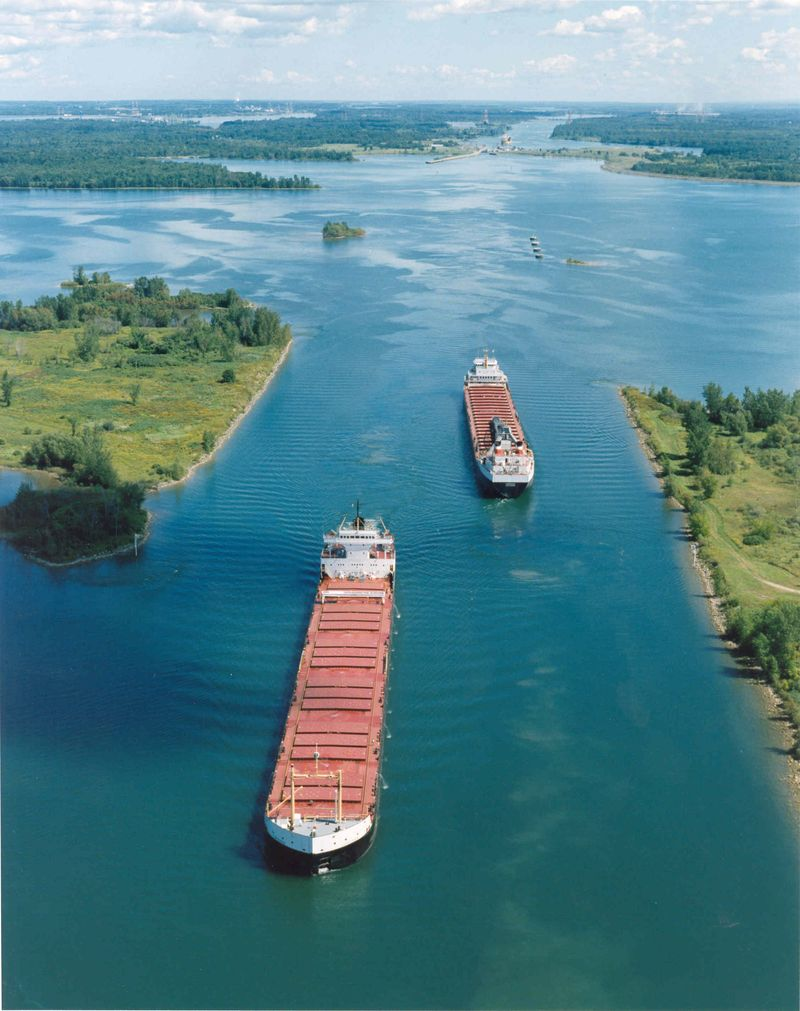
Navires circulant sur la voie maritime du Saint-Laurent.

En 2005, 105 millions de tonnes de marchandises ont été transbordées dans les ports du Saint-Laurent situés au Québec. Ce tonnage a peu changé depuis 1995, même si la structure des échanges (nature, origine et destination des marchandises manutentionnées) a beaucoup évolué durant cette période. Ces 105 Mt se répartissent ainsi :
- 34,9 Mt échangées avec l'Europe
- 20,8 Mt échangées avec le Canada
  - 10,9 Mt échangées avec l'Ontario
  - 7,1 Mt échangées entre les ports du Québec
  - 2,8 Mt échangées avec les provinces maritimes
- 17,2 Mt échangées avec les États-Unis
  - 8,6 Mt avec les ports des Grands Lacs
  - 8,6 Mt avec les autres ports
- 10,8 Mt échangées avec l'Afrique
- 9,7 Mt échangées avec l'Amérique latine
- 8,7 Mt échangées avec l'Asie
- 2,4 Mt échangées avec l'Océanie.

Les principaux ports québécois sur le Saint-Laurent sont :
- Port de Montréal (24 Mt)
- Port de Sorel (5,2 Mt)
- Port de Québec (22,6 Mt)
- Port de Sept-Îles (22,2 Mt)
- Port de Port-Cartier (15,4 Mt).

### Les pilotes du Saint-Laurent
Malgré les aides à la navigation qui ont été implantées sur ses rives et les technologies modernes (GPS, radar, etc.), le fleuve Saint-Laurent demeure une des voies navigables les plus dangereuses au monde. Les marées peuvent y dépasser six mètres, les courants sont forts et multidirectionnels, les hauts-fonds sont nombreux et la visibilité est souvent fort limitée, surtout en hiver, alors que la glace accroît encore davantage les dangers. C'est pourquoi, entre Les Escoumins et Montréal, les navires commerciaux de plus de 100 pieds de long qui circulent sur le fleuve doivent obligatoirement céder les commandes aux pilotes brevetés pour naviguer le Saint-Laurent afin d'assurer leur sécurité et protéger les écosystèmes fluviaux et maritimes,.
Depuis 1860, l'adhésion de tous les pilotes à une corporation reconnue est obligatoire. La Corporation des pilotes du Saint-Laurent central et la Corporation des Pilotes du Bas Saint-Laurent regroupaient en 2023 plus de 200 pilotes qui naviguaient entre Les Escoumins et Montréal.
Les pilotes du Saint-Laurent, tous formés à l'Institut maritime de Rimouski, se spécialisent pour naviguer sur une des trois sections de pilotage du fleuve : Les Escoumins/Québec, Québec/Trois-Rivières et Trois-Rivières/Montréal.

### Les écueils

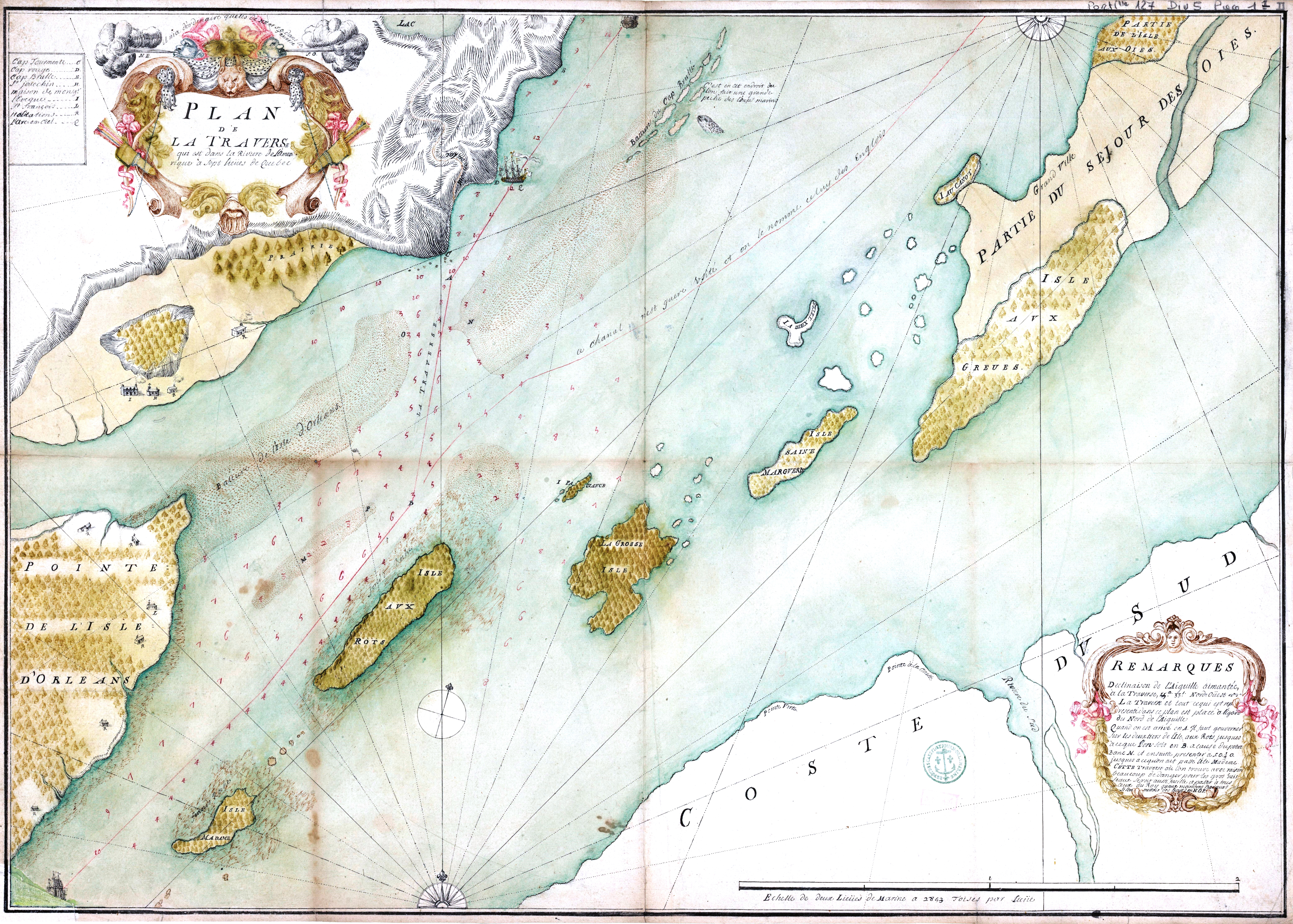
Carte maritime de 1687 indiquant les bas-fonds et les îles en aval de l'île d'Orléans.

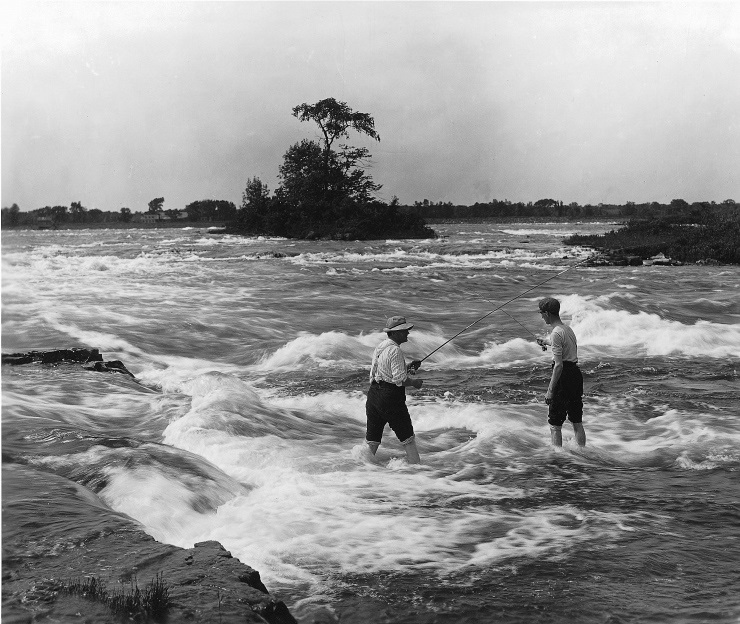
Les rapides de Lachine, en 1901.

Les premiers explorateurs ont rapidement découvert les dangereux écueils naturels qui rendent si difficile la navigation sur le fleuve Saint-Laurent tout au long de son cours. C'est souvent au péril de leur vie que les premiers navigateurs s'aventuraient dans le golfe, l'estuaire puis le fleuve.
À l'époque de la Nouvelle-France, bien qu'on dresse des cartes assez détaillées pouvant aider les capitaines, les Français se refusent d'implanter des aides à la navigation comme des phares ou des bouées qui auraient pu servir aux Anglais lors d'une invasion par le fleuve. Une stratégie qui les a d'ailleurs bien servis lors de la guerre de Succession d'Espagne : en 1711, trahie par le brouillard et les hauts-fonds du Saint-Laurent, une partie de l'imposante flotte anglaise destinée à prendre Québec (85 vaisseaux et 12 000 hommes, la Nouvelle-France ne comptant que 20 000 habitants au plus !) se rompt à proximité de l'île aux Œufs. Ayant perdu 2 000 soldats, l'amiral Walker fait demi-tour, permettant à la colonie française de résister encore près d'un demi-siècle à sa rivale britannique.
Il fallait donc trouver une solution pour assurer la protection des vaisseaux et des équipages qui s'engageaient dans le Saint-Laurent. C'est ainsi que le gouvernement de la Nouvelle-France a eu recours à des pilotes expérimentés, qui connaissaient bien tous les pièges du fleuve, pour guider les navires. Un premier pilote du roi est nommé vers 1640, il s'agit d'Abraham Martin, celui-là même qui laissa son prénom aux plaines d'Abraham, à Québec. En 1671, le Collège des Jésuites de Québec offre les premiers cours pour former des pilotes maritimes spécialisés dans la navigation sur le fleuve Saint-Laurent. Après la conquête anglaise, le gouvernement colonial maintiendra l'obligation de confier les navires aux soins des pilotes maritimes.

### Les phares

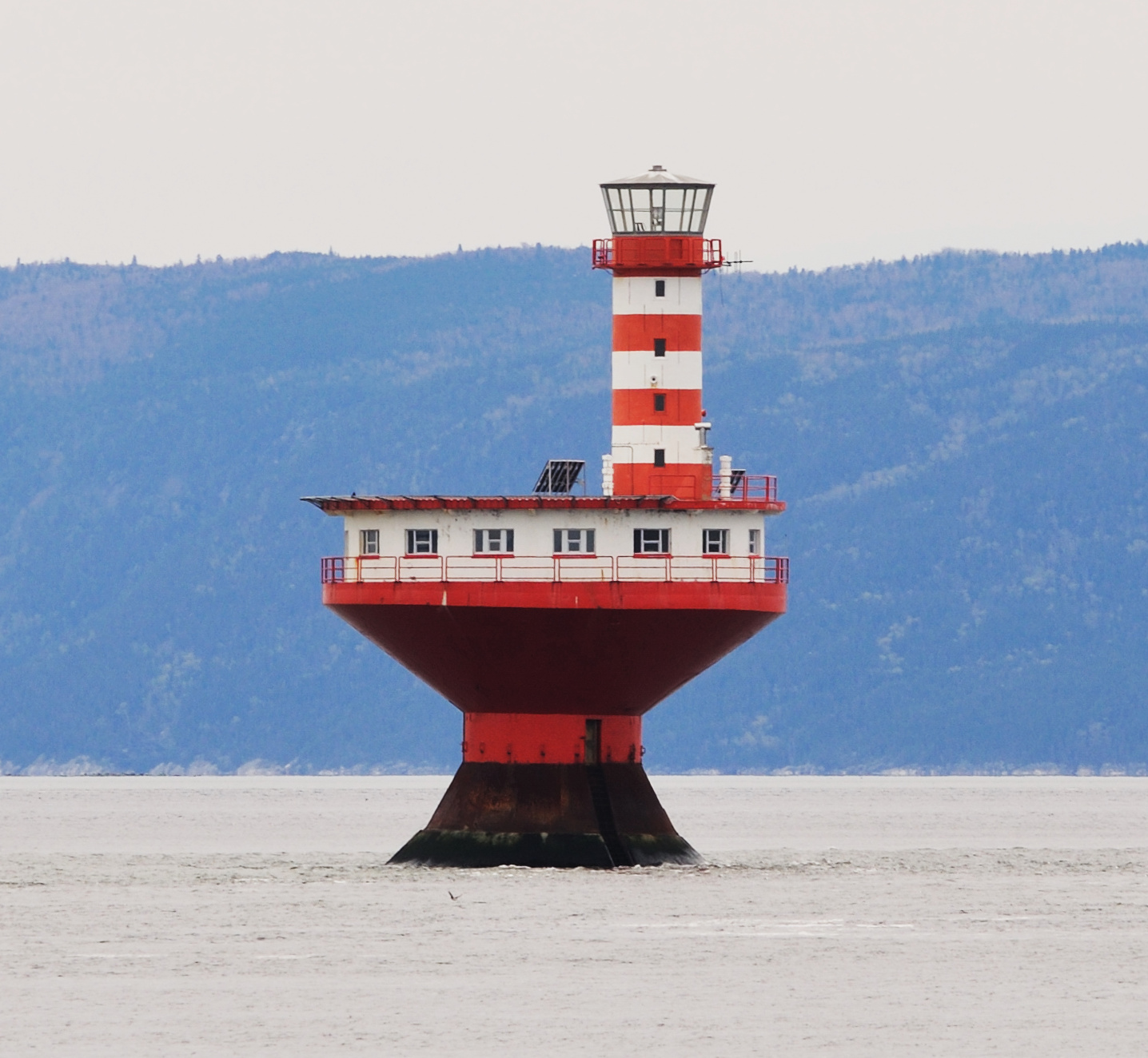
Phare du Haut-fond-Prince, à 7km au sud de Tadoussac.

En 1805, le Parlement du Bas-Canada fonde une corporation publique, la Maison de la Trinité de Québec, ayant la responsabilité d'améliorer l'efficacité et la sécurité de la navigation par l'installation de bouées, de balises et de phares. Cette Maison avait aussi autorité sur la réglementation du pilotage, des pilotes et de la formation de leurs apprentis.
Le premier phare sur le Saint-Laurent est ainsi construit en 1809 sur l'Île Verte au large de Tadoussac. Il sera suivi de plusieurs autres. En 1867, vingt-trois (23) phares guidaient les navires dans l'estuaire du fleuve jusqu'à Québec. On compte aujourd'hui environ quarante-trois (43) phares traditionnels, la  grande majorité se dressant le long du littoral ou sur l'une des îles du fleuve, à partir en amont de Saint-Jean-Port-Joli.

## Culture populaire
Le fleuve Saint-Laurent joue un rôle important dans différents aspects de la culture québécoise :
- Littérature :

- Beaulieu, Victor Lévy, Les gens du fleuve : Anthologie, Montréal, Stanké, 1993, 252 p.
- Gagné, Jean. À la découverte du Saint-Laurent, Montréal, les Éditions de l'Homme, 2005, 335 p.
- Gaulin, André. Fleuve compagnon, Québec, GID, 2014, 115 p. (Photos de Sylvain Filion et Norbert Latulippe).
- Marteau, Robert. Fleuve sans fin. Journal du Saint-Laurent, Paris, NRF/Gallimard, 1986, 176 p.
- Poésie : Ode au Saint-Laurent, de Gatien Lapointe. Écrit à Paris en 1961, ce recueil a été publié pour une première fois en 1963 aux Éditions du Jour. Traduit depuis dans une quinzaine de langues, ce texte reste la référence incontournable sur le fleuve Saint-Laurent. En voici un extrait célèbre:

Québec rose et gris au milieu du fleuve
Chaque route jette en toi un reflet du monde
Et chaque paquebot un écho de la mer
Tu tiens toute la mer dans ton bras recourbé
Une figure naît sur ton double profil
Une parole creuse son nid dans tes paumes
Je me rappelle un soir avoir vu la lumière
Ton cœur battait sur chaque front
C'est le fleuve qui revient d'océan chaque soir
Et c'est l'océan qui tremble dans chaque regard
C'est ici le plus beau paysage du monde
- Cinéma québécois : Kamouraska, Pour la suite du monde ;
- Télévision québécoise : Cap-aux-sorciers, Nos étés, Cormoran ;
- Peinture :
  - le peintre italien Vittorio Miele, pendant et après son séjour au Canada, a réalisé de nombreuses œuvres illustrant le fleuve Saint-Laurent,
  - pratique répandue de la peinture de paysage, entre autres dans la région de Charlevoix ;
- Pêche blanche, ou pêche sur glace : la pêche au poulamon atlantique, communément connue sous l'appellation pêche aux petits poissons des chenaux, est de loin la pêche récréative la plus pratiquée.  On s'y adonne à l'embouchure des rivières donnant sur la fleuve lors de la fraie en hiver. La rivière Sainte-Anne en Mauricie est le lieu de prédilection. Dans le fjord du Saguenay, on y pêche l'hiver une grande variété de poissons dont l'éperlan, le sébaste, le turbo ou flétan du Groënland, et la morue arctique[43].
- Pratique du canot à glace et du pont de glace.

## Galerie

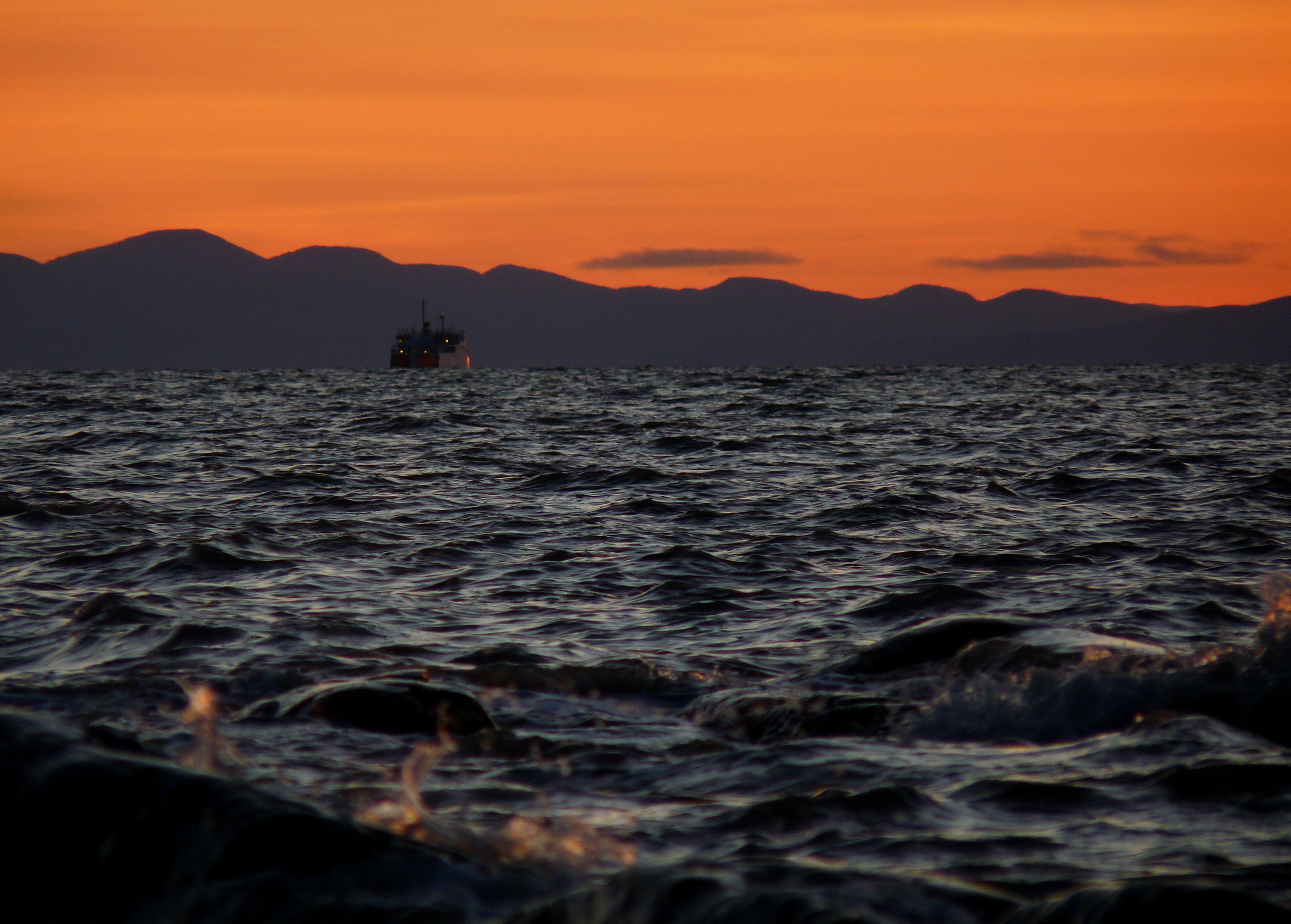
Coucher de soleil et navire N.M. Trans-Saint-Laurent.
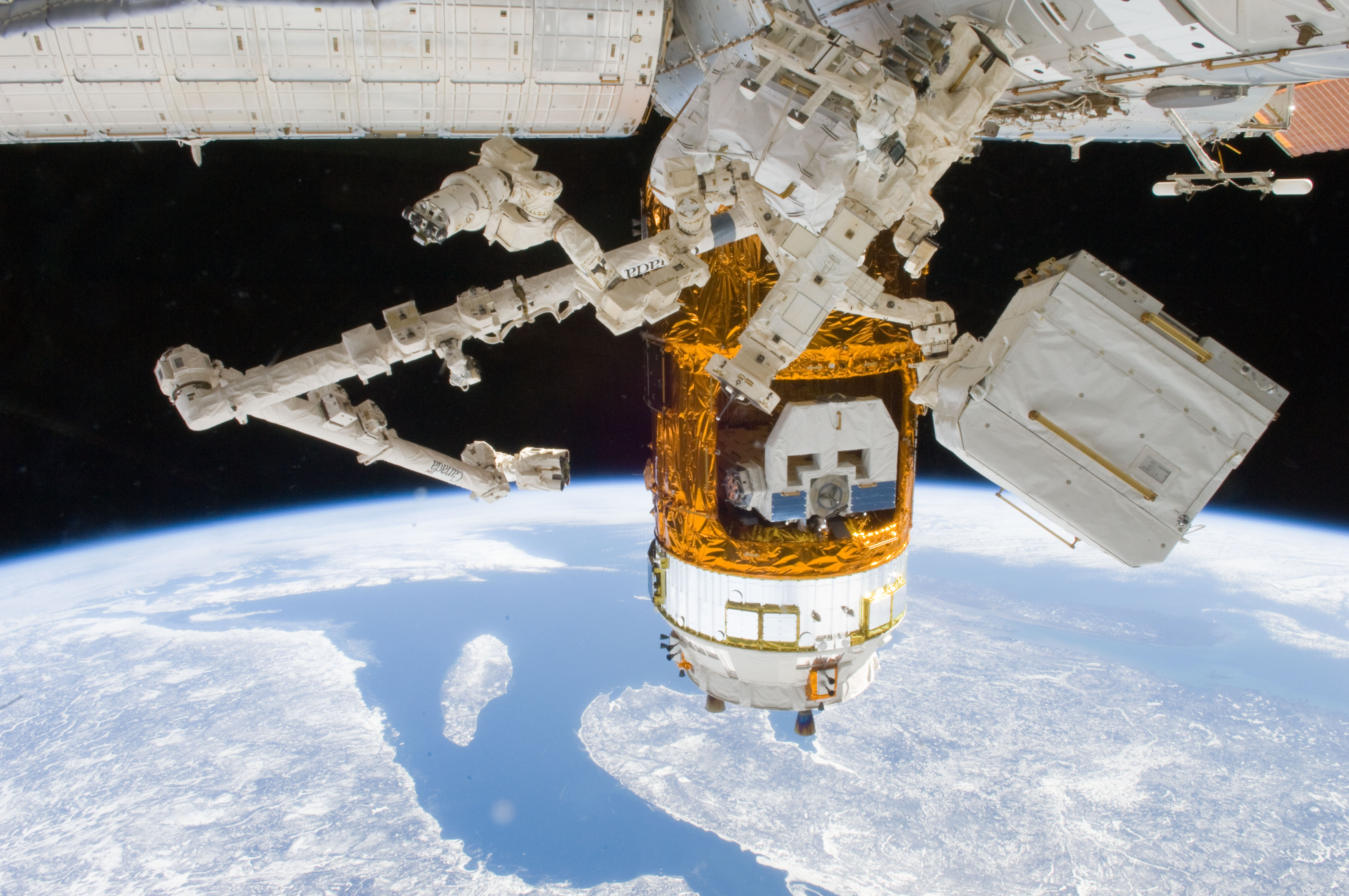
Partie orientale vue depuis la Station spatiale internationale.
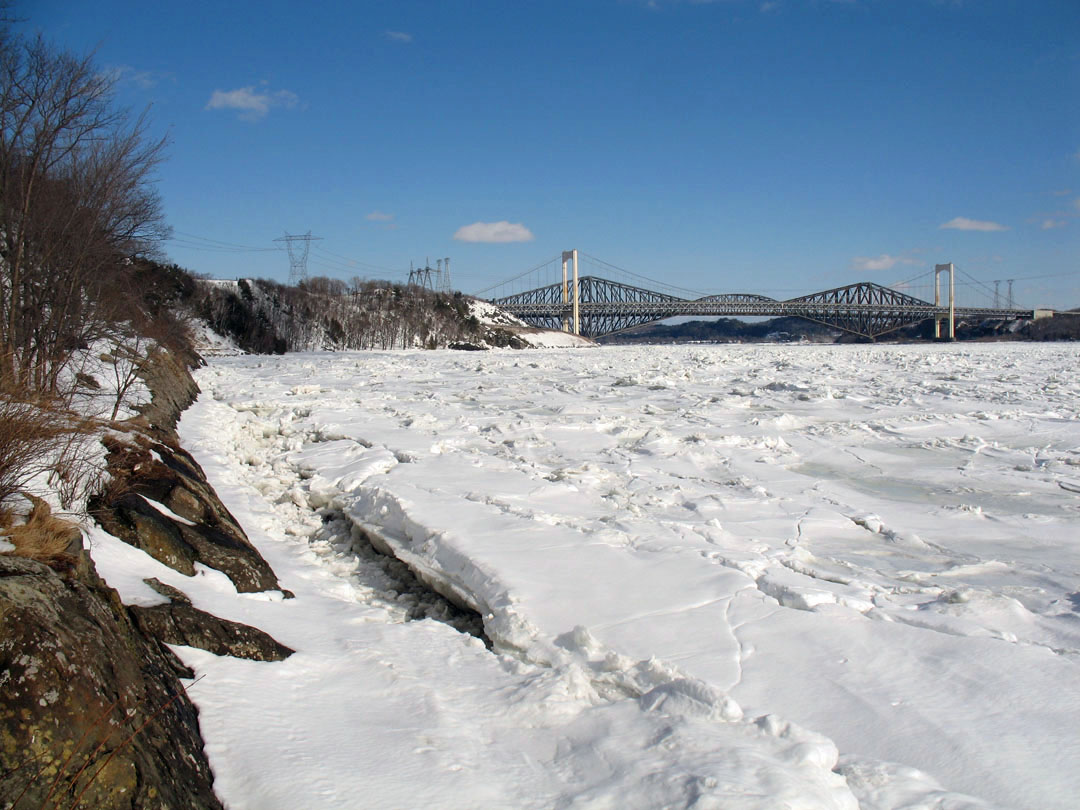
En hiver, près du pont Pierre-Laporte.
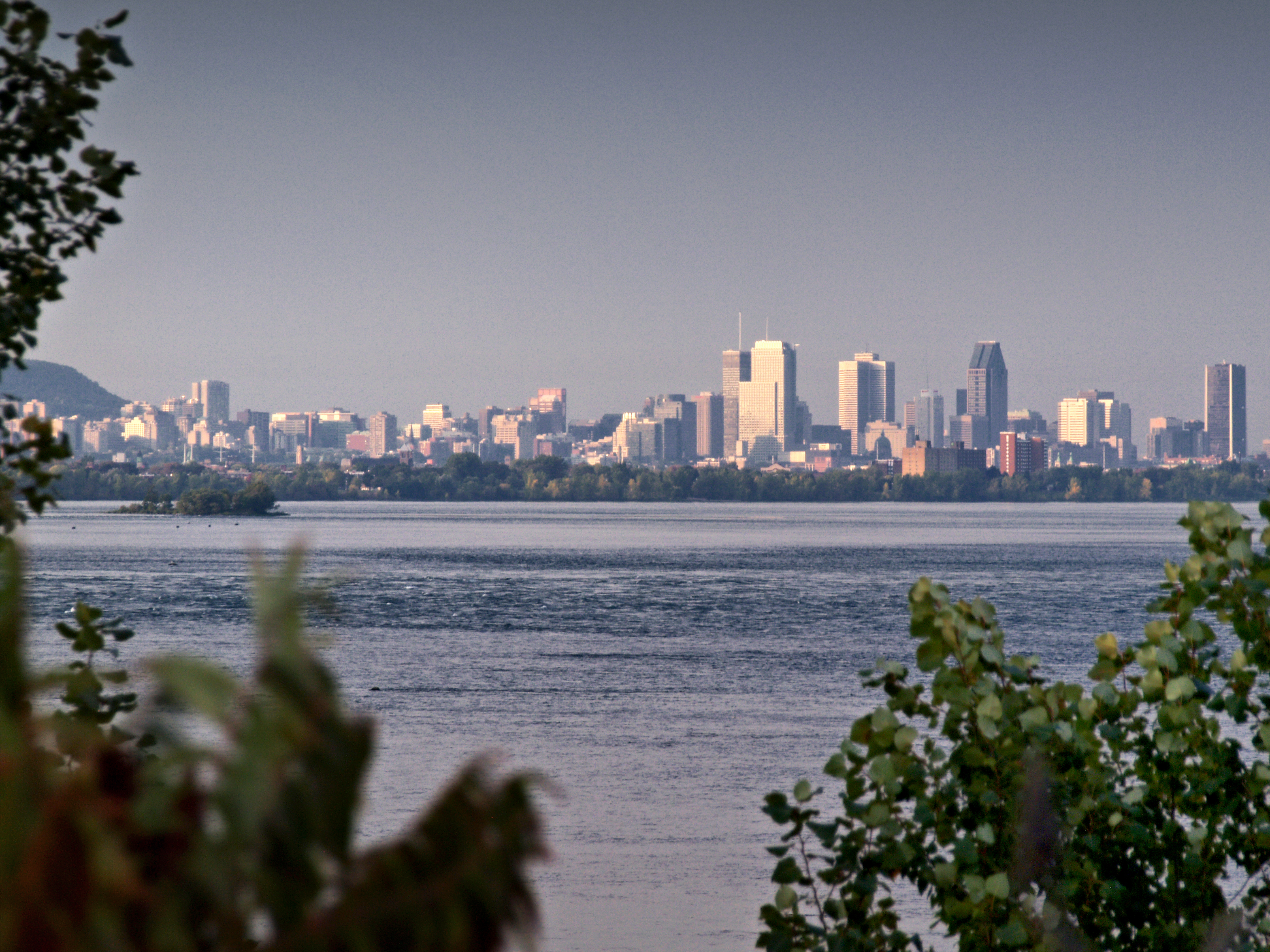
À Montréal.
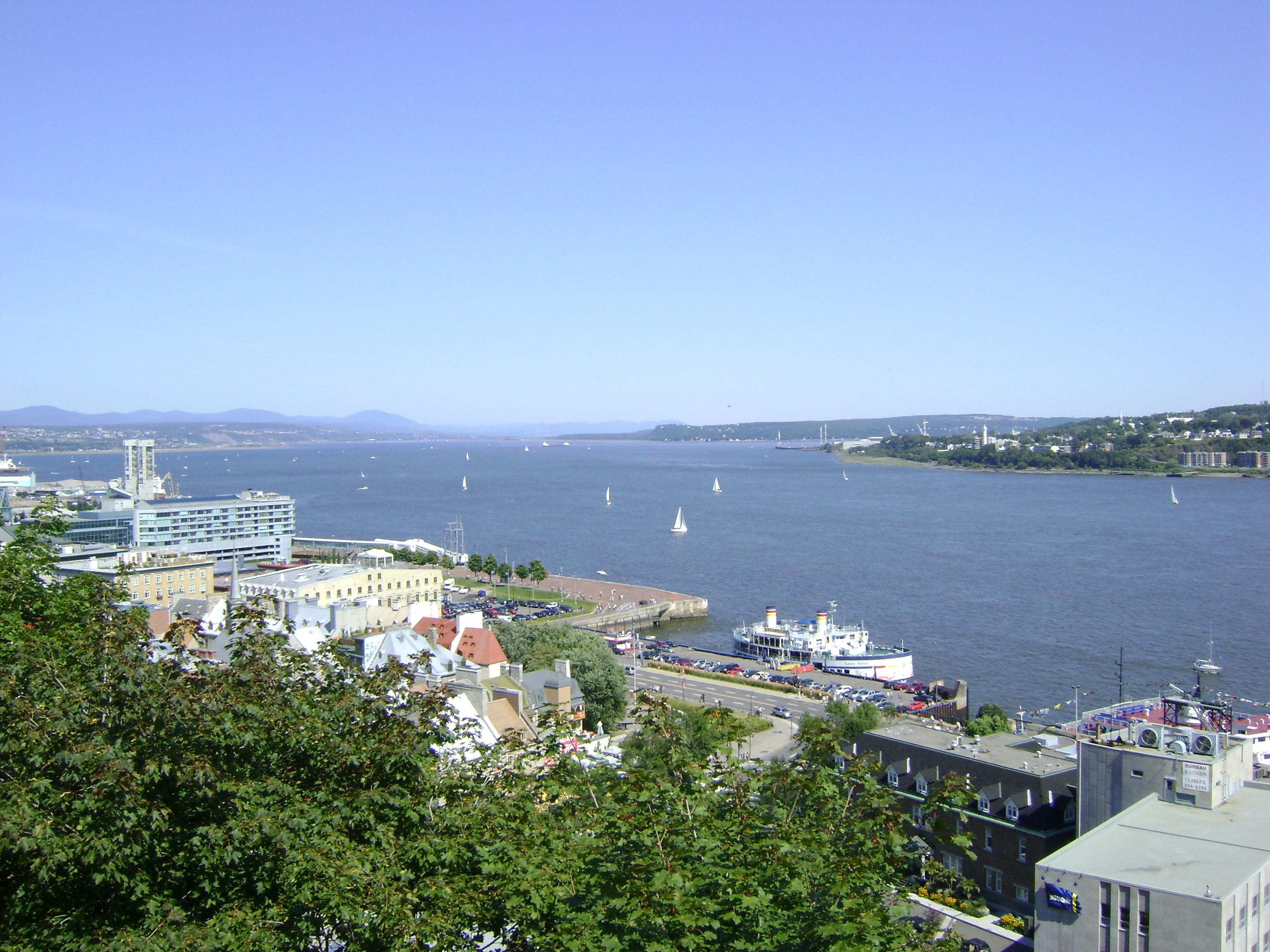
À Québec.